# NBA 2014/15
Die Saison 2014/15 war die 69. Spielzeit der National Basketball Association. Meister wurden die Golden State Warriors, die sich im Finale gegen die Cleveland Cavaliers durchsetzen konnten.
Eine Saison wird in vier Phasen unterteilt. Sie beginnt mit der Ruhezeit („Off-Season“), in der sich die Vereinsführungen der Franchises auf die neue Saison vorbereiten. Ihr folgt die Vorbereitungsphase („Preseason“), in der die Teams den Spielbetrieb wieder aufnehmen. In der anschließenden Hauptrunde („Regular Season“), ermitteln die Mannschaften die Qualifikationen für die Playoffs („Post Season“), an deren Ende der Meister der aktuellen Spielzeit ermittelt wird.

## Off Season

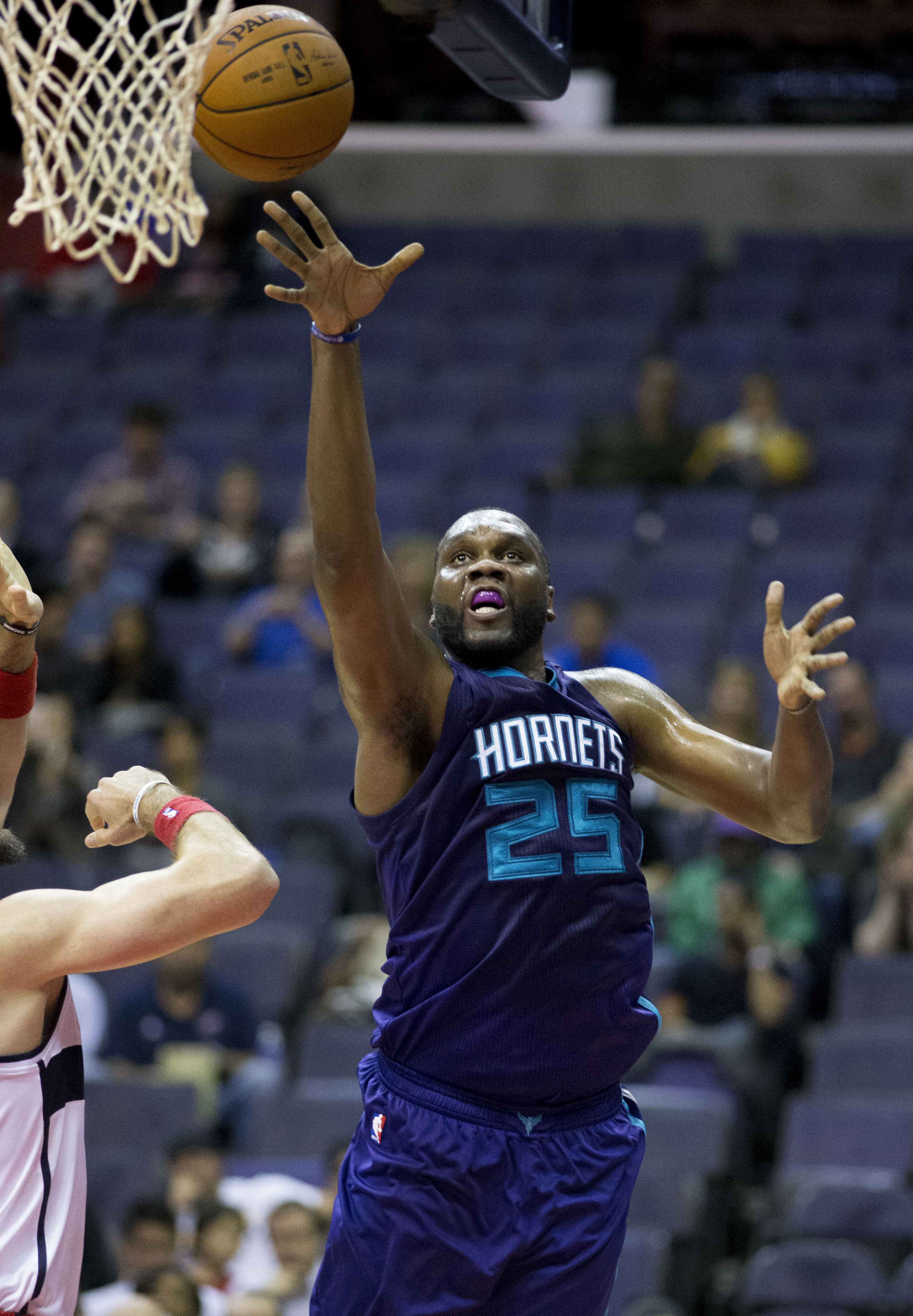
Al Jefferson im Trikot der wieder ins Leben gerufenen Hornets

Die Schlagzeilen der Off-Season 2014 prägten neben den Namen der neuen Trainer und Manager die Umbenennung eines Franchise sowie der Verkauf eines weiteren. Den ersten Höhepunkt der Vorbereitungsphase stellte dann der am Ende Juni alljährlich stattfindende Entry Draft dar. In zwei Draftrunden konnten sich die 30 NBA-Teams die Rechte an 60 Nachwuchsspielern aus dem In- und Ausland sichern. Neben den automatisch gemeldeten Spielern konnten sich Spieler unter bestimmten Voraussetzungen auch selbst zum Draft anmelden. Auf den Draft folgte einige Tage später der Beginn der Free Agency. In der diesjährigen Offseason fanden zudem die Basketballweltmeisterschaften der Damen und Herren statt. In beiden Wettbewerben konnten die Auswahlmannschaften der USA ihre Titel verteidigen.

### Namenswechsel
- Michael Jordan, Besitzer eines in North Carolina ansässigen NBA Teams, ließ Ende Mai 2014 die erfolgreiche Umbenennung seines Franchise verkünden. Die Charlotte Bobcats änderten ihren Namen in Charlotte Hornets um. Dies wurde möglich, nachdem im Jahr zuvor die New Orleans Hornets, die ursprünglich aus Charlotte stammten, den Zusatz „Hornets“ ablegten und sich in „Pelicans“ umtauften. Durch einen Deal mit den Pelicans und der NBA übernahmen die Hornets zudem sämtliche Rechte und Rekorde der ursprünglichen Hornets. Die Fans, welche im Vorfeld in einer durchgeführten Umfrage der Klubführung für die Namensänderung votierten, versprachen sich damit die Rückkehr des Erfolges der ehemaligen „Hornissen“, die bis 2002 in Charlotte spielten. Somit waren die ungeliebten „Bobcats“, die im Lockdownjahr 2011/12 mit einer Siegesquote von 10,6 % (7 Siege aus 66 Spielen) das schlechteste Ergebnis eines Teams seit Bestehen der NBA einfuhren, Geschichte.[1]

### Besitzerwechsel
- Steve Ballmer war der höchstbietende Interessent für die zum Verkauf angebotenen Los Angeles Clippers. Für eine Rekordsumme von 2 Milliarden US-Dollar übernahm der ehemalige Microsoft-Manager im Sommer 2014 das Team vom Vorbesitzer Donald Sterling, welcher nach einem rassistischen Vorfall von der NBA lebenslang als Funktionär gesperrt und damit zum Verkauf des Teams gedrängt worden war. Der Verkauf wurde durch Genehmigung der NBA am 12. August 2014 rechtskräftig. Ballmer stach im Wettbieten Kontrahenten wie Magic Johnson, über den sich Sterling mehrfach negativ äußerte, Yao Ming und weitere Interessenten aus und tätigte damit den höchstdotierten Kauf eines NBA Franchises.[2]

### Trainerwechsel
Neun Trainerposten wurden zu Beginn der diesjährigen Saison neu besetzt. So verpflichteten unter anderem die Brooklyn Nets Lionel Hollins, die Utah Jazz Quin Snyder und die Detroit Pistons Stan Van Gundy.
Mit der Verpflichtung von Becky Hammon vermeldeten die San Antonio Spurs als erstes Franchise in der Geschichte der NBA eine weibliche Assistenztrainerin in offizieller Funktion. Die ehemalige WNBA Spielerin gehörte bereits in der letztjährigen Season dem Trainerstab an, übte diese Funktion allerdings unbezahlt in Form eines Praktikums aus. Neben diesen Ereignissen waren die meistdiskutierten Trainerneuverpflichtungen:
- Derek Fisher beendete im Sommer seine 18-jährige Spielerkarriere und unterzeichnete einen Fünf-Jahres-Vertrag als neuer Cheftrainer bei den New York Knicks. Seine erste Station als Trainer ermöglichte ihm sein früherer Coach bei den Los Angeles Lakers und jetziger Knicks Präsident, Phil Jackson. Fisher löste Mike Woodson ab, welcher bereits nach dem Scheitern in den Playoffs der vergangenen Saison entlassen worden war. Fishers Vertrag ist mit 25 Millionen US-Dollar dotiert.[3]
- Steve Kerr ist ein weiterer Neuling auf dem Posten eines Cheftrainers. Nachdem die Golden State Warriors in der ersten Runde der Playoffs an den Los Angeles Clippers gescheitert waren, trennte sich die Vereinsführung von Coach Mark Jackson und präsentierte nur wenige Tage später Steve Kerr als dessen Nachfolger für die neue Saison. Dieser Wechsel löste bei Teilen der Mannschaft und Fans leichte Verwunderung aus. So berichtete unter anderem der Kapitän der Mannschaft, Stephen Curry, er sei nicht grundsätzlich überrascht über einen Trainerwechsel, jedoch durchaus verwundert darüber, wie schnell dieser vollzogen wurde. Gerüchten zufolge waren auch die New York Knicks an Kerr interessiert, was die Klubführung der Warriors zum schnellen Handeln verleitete.[4]
- Byron Scott wurde als neuer Head Coach bei den Los Angeles Lakers präsentiert. Für Scott, der bereits als Spieler mit Magic Johnson für die Lakers auf Titeljagd ging, erfüllte sich ein persönlicher Traum. Der Coach des Jahres 2008 wurde Nachfolger von Mike D’Antoni und unterschrieb für vier Jahre. Sein Vertrag ist mit 17 Millionen US-Dollar dotiert.[5]
- Flip Saunders hieß der neue und alte Coach bei den Minnesota Timberwolves. Nachdem er bereits zwischen 1995 und 2005 die „Wölfe“ trainierte, kehrte er erneut auf die Trainerbank zurück, um an alte Erfolge anzuknüpfen. Unter anderem erreichte das Team unter seiner Führung die Conference-Finals (das Halbfinale der Meisterschaft) im Jahre 2004.[6]
- Jason Kidd führte in seinem ersten Trainerjahr die Brooklyn Nets in das Viertelfinale der Playoffs der letztjährigen Saison. Dort scheiterte man am späteren Vizemeister Miami Heat. Kidd forderte von der Klubführung ein erweitertes Mitspracherecht bei Spielerneuverpflichtungen, welches ihm aber von Clubeigner Mikhail Prokhorov verweigert wurde. Diese Unstimmigkeit nutzten die Milwaukee Bucks, um Kidd von den Nets loszueisen. Der letztjährige Tabellenletzte der Central Division trat dafür zwei Zweitrunden-Picks (2015, 2019) an die Nets ab. Kidd soll eine neue Mannschaft um Jabari Parker und Giannis Antetokounmpo formieren.[7]
- David Blatt schrieb amerikanische Sportgeschichte. Er ist der erste Cheftrainer eines NBA-Franchise, der zuvor weder als Co-Trainer noch als Spieler in dieser Liga aktiv war. Blatt, der die israelische und amerikanische Staatsbürgerschaft besitzt, trainierte zuletzt Maccabi Tel Aviv. Mit dieser Mannschaft gewann er die Triple Crown. Weitere Stationen als Trainer waren für den aktuellen Euroleaguesieger unter anderem Aris Saloniki, Dynamo Moskau sowie Benetton Treviso. Zudem trainierte er auch die A-Nationalmannschaften von Israel und Russland. Blatt, der dafür bekannt ist offensiver spielen zu lassen, wurde zur neuen Saison von den Cleveland Cavaliers angeheuert. Mit dem ebenfalls neu verpflichteten Starspieler LeBron James, der zu den besten aktiven Basketballspielern zählt, soll der Israeli die „Cavs“ wieder zurück in die Playoffs führen.[8]

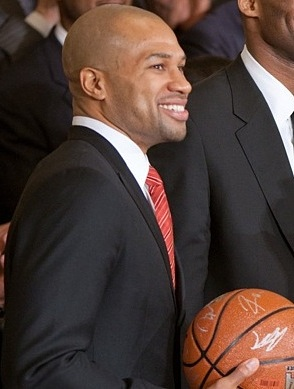
Derek Fisher
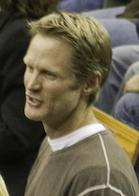
Steve Kerr
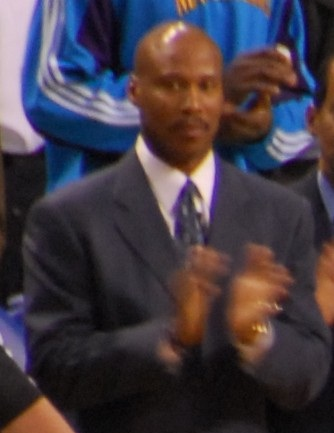
Byron Scott
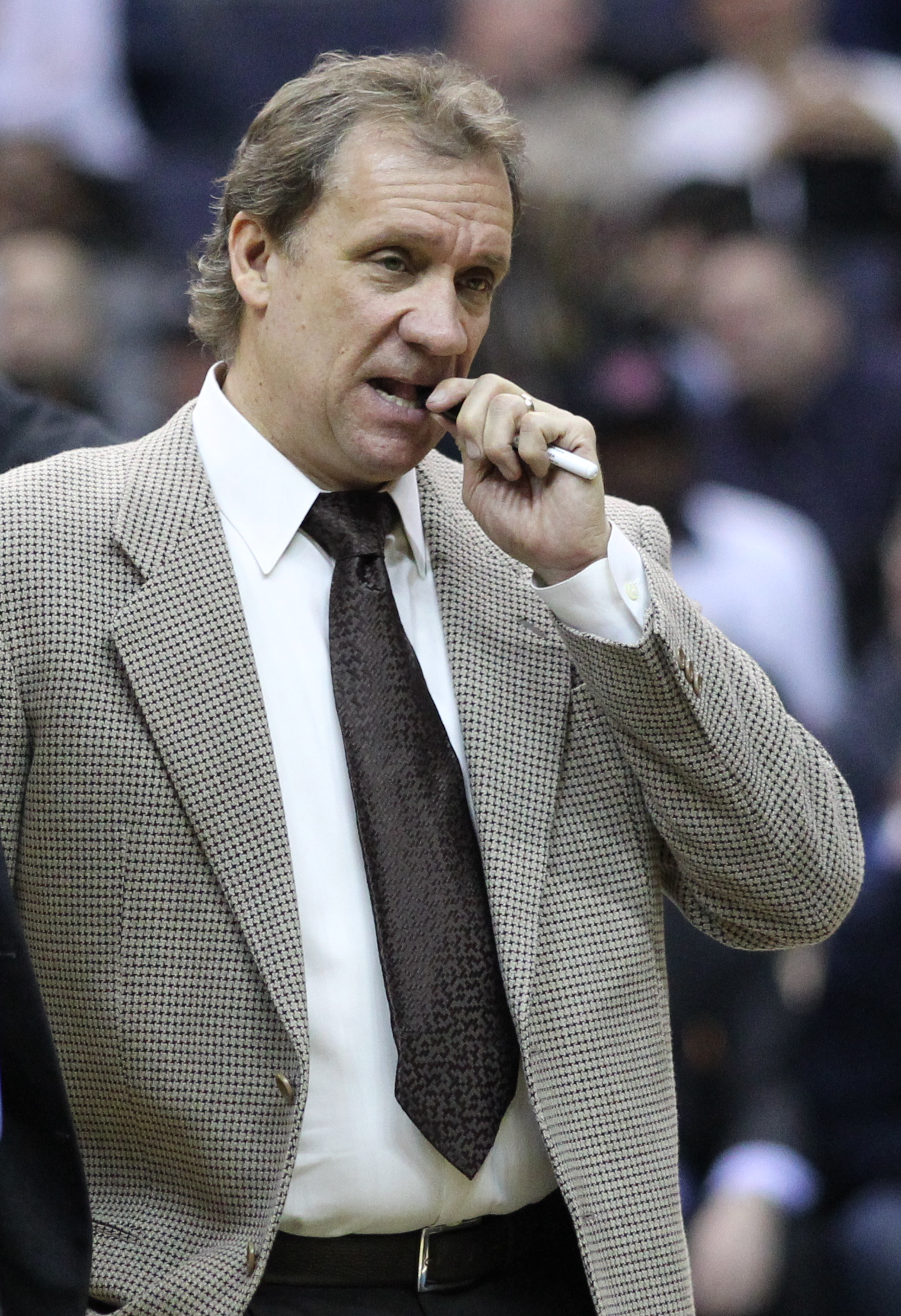
Flip Saunders
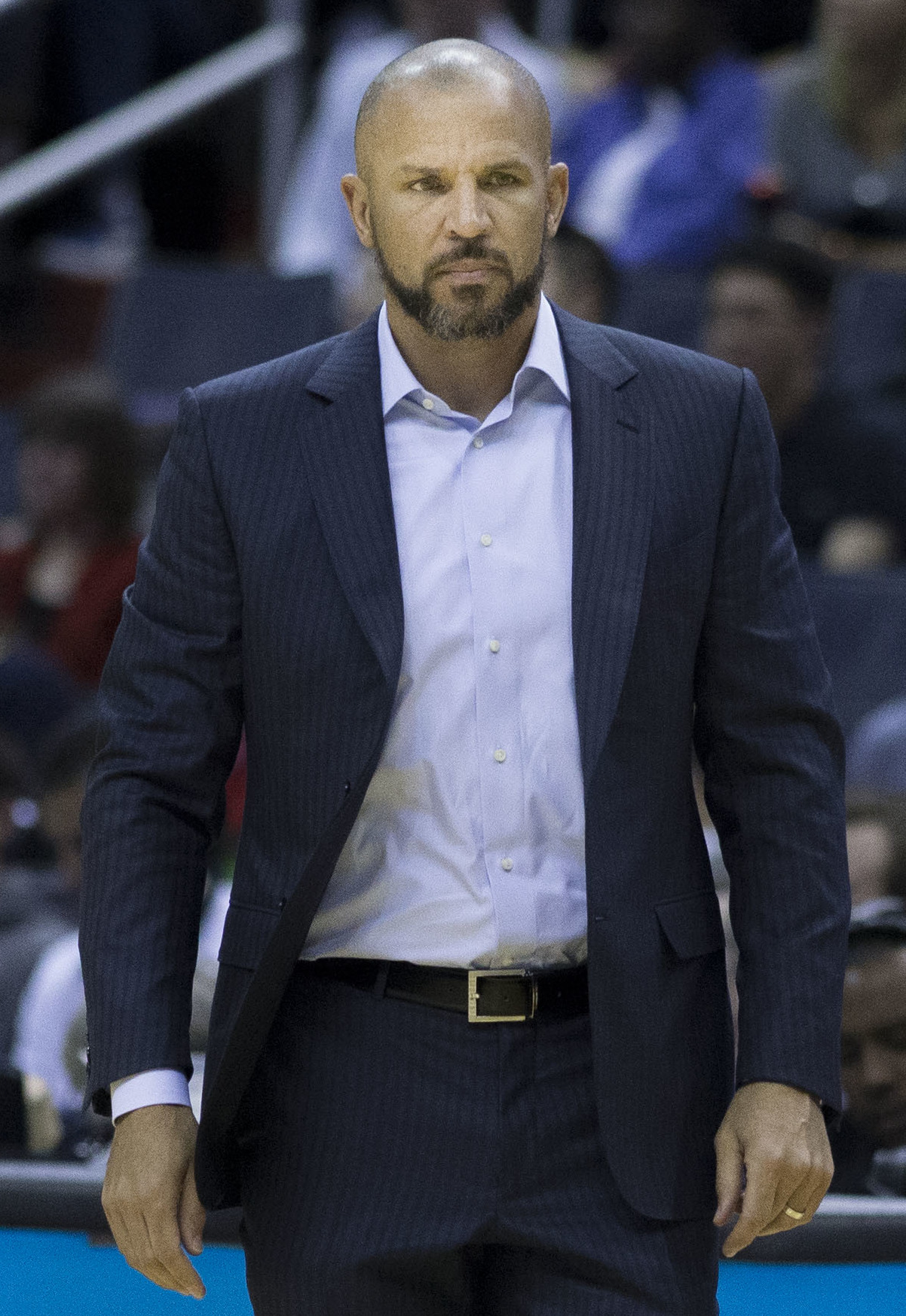
Jason Kidd
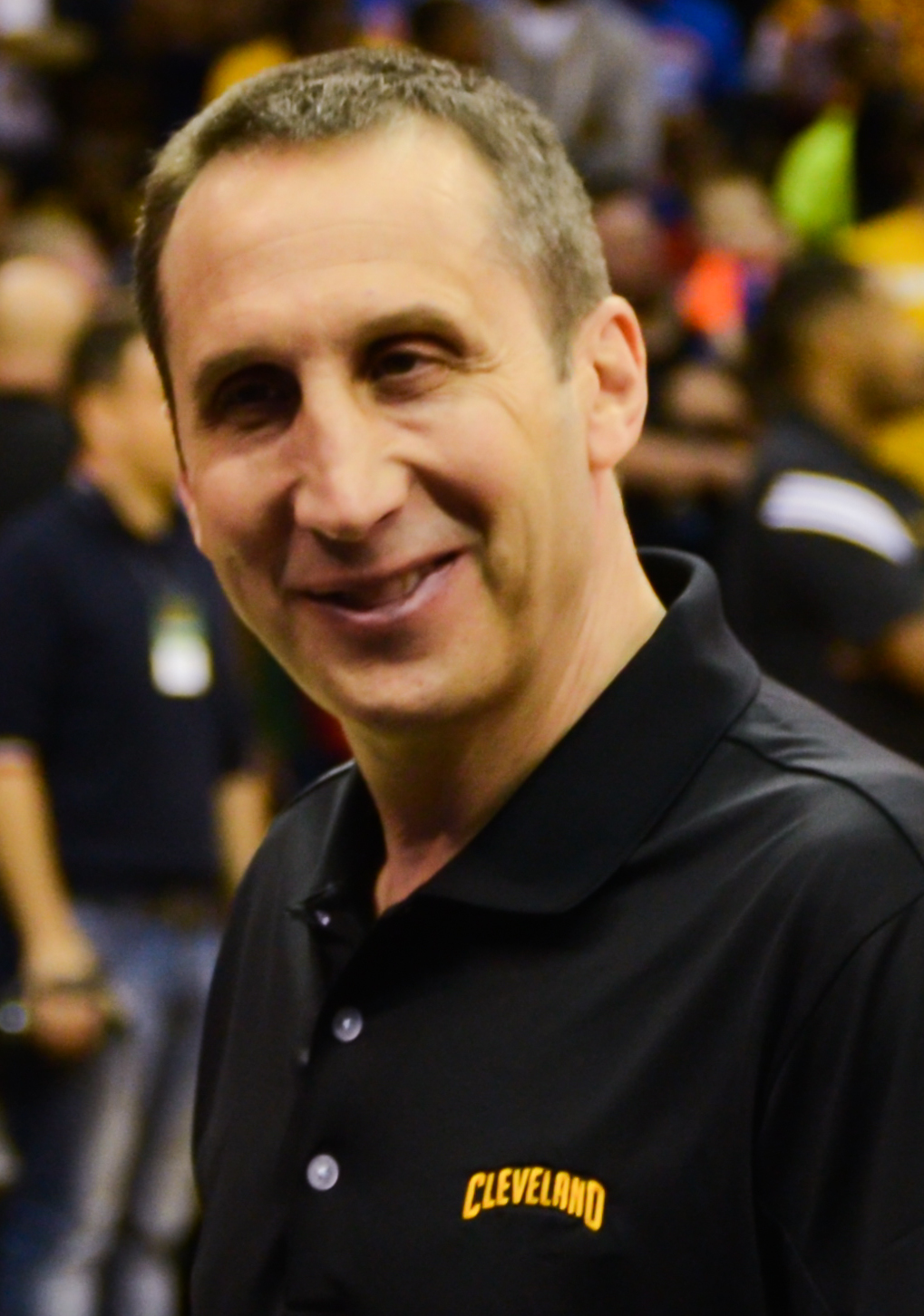
David Blatt
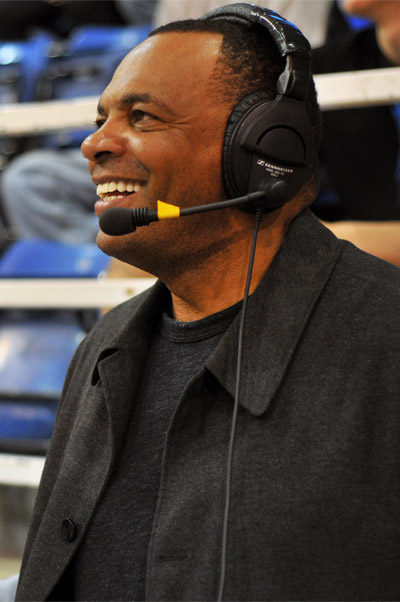
Lionel Hollins
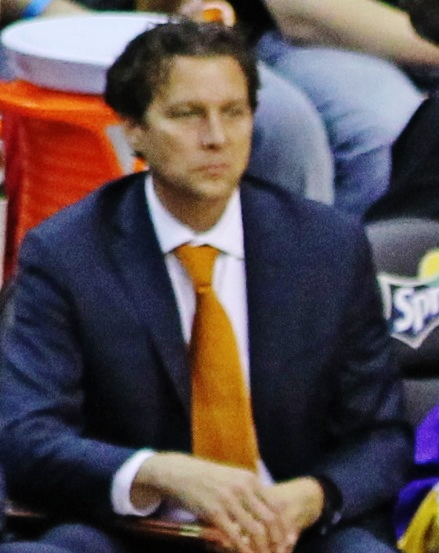
Quin Snyder
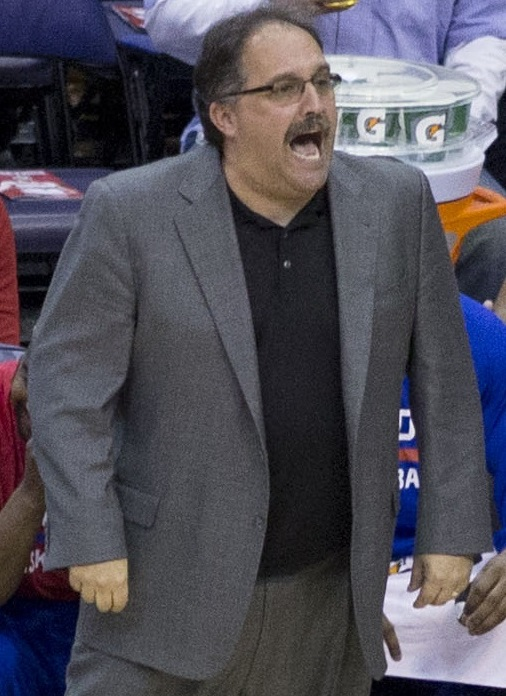
Stan Van Gundy

### NBA-Draft
Der NBA-Draft 2014 fand am 26. Juni 2014 im Barclays Center in Brooklyn, New York statt. Der seit 2003 als stärkster Jahrgang angesehene Draft wurde im Vorfeld durch die Namen Wiggins, Parker und Embiid dominiert, welche als die aussichtsreichsten Kandidaten für den ersten Pick gehandelt wurden. Geleitet wurde die Veranstaltung vom neuen Commissioner der NBA, Adam Silver. Unter den 60 Picks fanden sich elf Spieler aus Europa. Von den fünf gemeldeten deutschen Spielern wurde hingegen keiner berücksichtigt.

### Spielerwechsel
Vereinswechsel innerhalb der NBA beginnen mit der Phase des Tradens, in der es den Teams gestattet ist, Spieler und Rechte an Spielern untereinander zu tauschen. Ihr folgt die Free Agency, die in dieser Saison am 1. Juli 2014 begann. Spieler, die bestehende Verträge nicht verlängerten, beziehungsweise von Seiten der Teams nicht verlängert bekamen, konnten ab diesem Stichtag einen neuen Vertrag zu veränderten Konditionen bei ihrem bisherigen Verein oder ab dem 10. Juli bei einem anderen Franchise unterschreiben. Spieler, die keinen neuen Arbeitgeber innerhalb der NBA finden, beenden ihre Karriere oder setzen sie in der D-League beziehungsweise in einer ausländischen Liga fort. Im Gegenzug verpflichten NBA-Teams auch Spieler aus der D-League und dem Ausland. Zu den meistdiskutierten Spielerwechseln gehörten:
- LeBron James verließ die Miami Heat nach der verlorenen Finalserie von 2014 und unterzeichnete einen neuen Vertrag bei seinem alten Verein, den Cleveland Cavaliers, für die er bereits zwischen 2003 und 2010 auflief. Mit Kyrie Irving, der zum wertvollsten Spieler der abgelaufenen Weltmeisterschaft gewählt wurde und der einen neuen Vertrag über fünf Jahre unterschrieb, formierte James nun den Angriff der Cavs.[9]
- Kevin Love war von mehreren Teams umworben worden, unter anderem von den Bulls und den Warriors. Letztendlich entschieden sich die Wolves für die Offerte aus Cleveland. Die dort ansässigen Cavs tradeten für Love Andrew Wiggins (Nr. 1 Pick beim Draft 2014), Anthony Bennett (Nr. 1 Pick beim Draft 2013) sowie einen zukünftigen Erstrunden Pick nach Minnesota. So bekam LeBron James seine geforderte Verstärkung für die Cavs, und die Timberwolves junge talentierte Spieler, um die sie eine neue Mannschaft formieren wollten.[10]
- Pau Gasol lehnte ein Verlängerungsangebot seines Vertrages durch die Los Angeles Lakers ab, um sich zum Ende seiner Karriere einer neuen Herausforderung zu stellen. Diese fand der 34-Jährige bei den Chicago Bulls, bei denen er einen Vertrag über mehrere Jahre unterzeichnete. Die Bulls stellen für den Spanier die dritte Station als Spieler in der NBA dar.[11]
- Tyson Chandler spielte bereits 2011 für die Dallas Mavericks und gewann zusammen mit Dirk Nowitzki den ersten und bisher einzigen Titel für die „Mavs“. Sein Weg führte ihn weiter zu den New York Knicks, bei denen er bereits im ersten Jahr mit dem NBA Defensive Player of the Year Award ausgezeichnet wurde. Zur Saison 2014/15 kehrte er zurück an seine alte Wirkungsstätte. Dort sollte er die anfällige Defensive der Mavericks wieder stabilisieren.[12]
- Bojan Bogdanović wurde von den Miami Heat bei dem NBA-Draft 2011 in Runde 2 als 31. Pick erwählt. Die Heat schickten ihn aber am selben Abend zu den Timberwolves. Diese tradeten, ebenfalls am selben Abend, seine Rechte zu den New Jersey Nets. Da die Klubführung der Nets die Auffassung vertrat, Bogdanović wäre noch nicht reif für die NBA, empfahlen sie ihm, weitere Erfahrungen in Europa zu sammeln. Der Kroate wechselte daraufhin zum türkischen Erstligisten Fenerbahçe Ülker, wo er für die nächsten drei Jahre spielte und sich in seiner Spielweise weiterentwickeln konnte. Im Sommer 2014 offerierten ihm die Nets, die inzwischen im New Yorker Stadtteil Brooklyn beheimatet sind, ein Vertragsangebot über drei Jahre.[13]
- Kostas Papanikolaou, vormaliger griechischer Meister und Pokalsieger, zweimaliger Euroleaguesieger mit Olympiakos Piräus, kam vom spanischen Meister, FC Barcelona. Er unterschrieb einen Zwei-Jahres-Vertrag bei den Houston Rockets, wobei das zweite Vertragsjahr eine Team-Option bildet. Der 24-jährige Forward war, neben Trevor Ariza, als Ersatz für Chandler Parsons verpflichtet worden.[14]
- Paul Pierce, zehnfacher NBA All-Star, wechselte nach nur einem Jahr bei den Brooklyn Nets zu den Washington Wizards. Pierce, der im Oktober 37 Jahre alt wurde, sollte den abgewanderten Trevor Ariza beim Hauptstadtklub ersetzen, den es zuvor nach Houston gezogen hatte. Der NBA-Meister und MVP der Finalserie von 2008 unterschrieb einen Zweijahresvertrag, der ihm elf Millionen US-Dollar einbringen soll. Das zweite Jahr beinhaltet eine Spieleroption, welche es Pierce erlaubt, als unrestricted free agent den Verein zu verlassen oder seinen Vertrag in Washington zu erfüllen.[15]

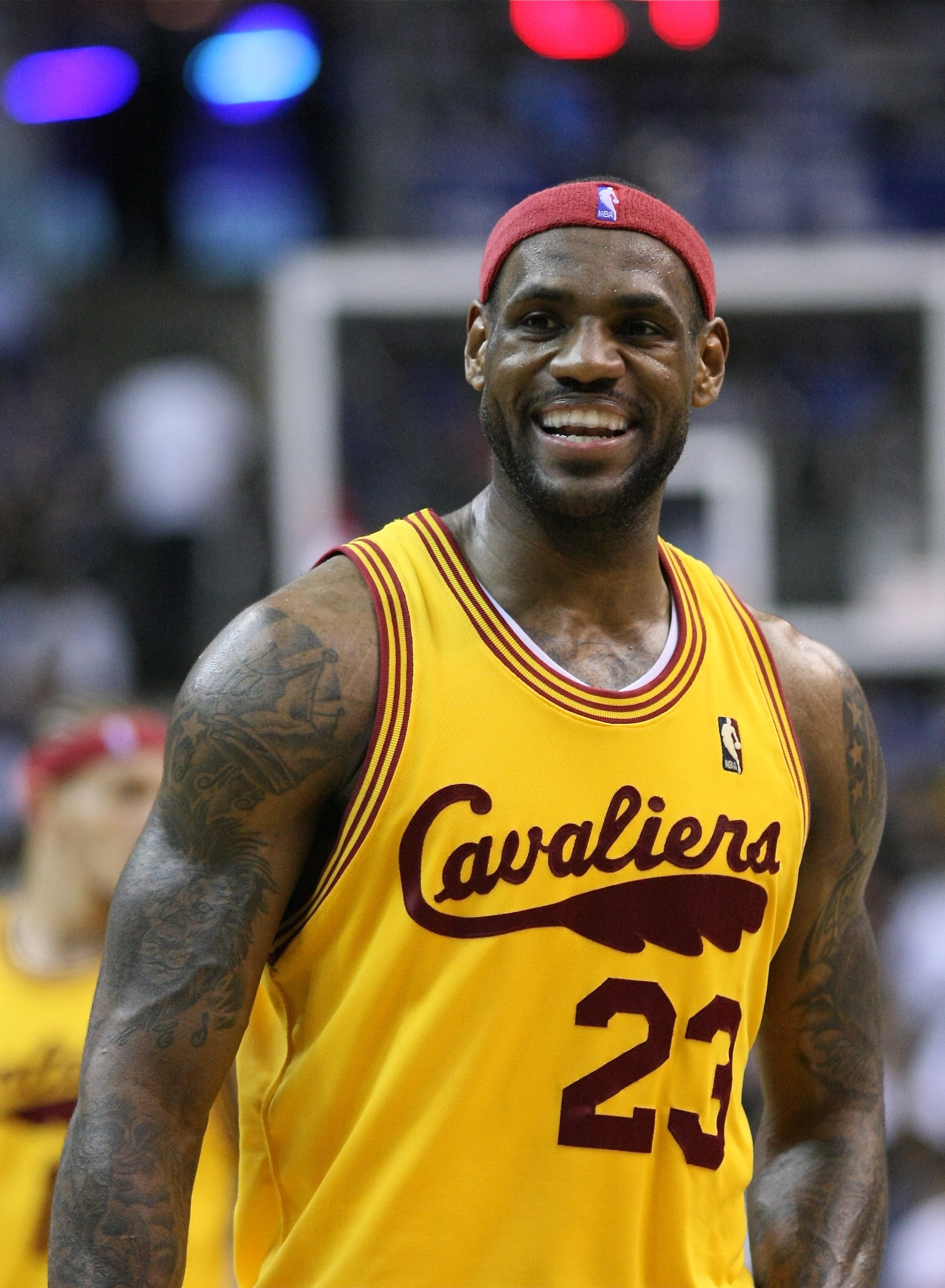
LeBron James
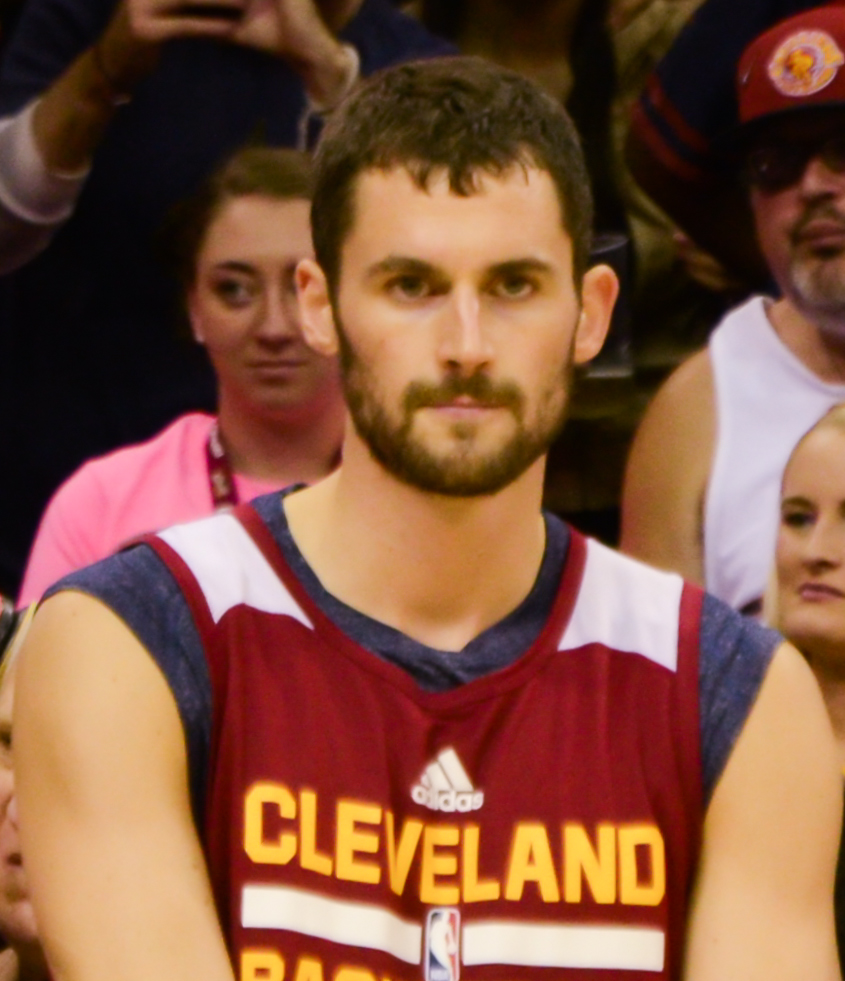
Kevin Love
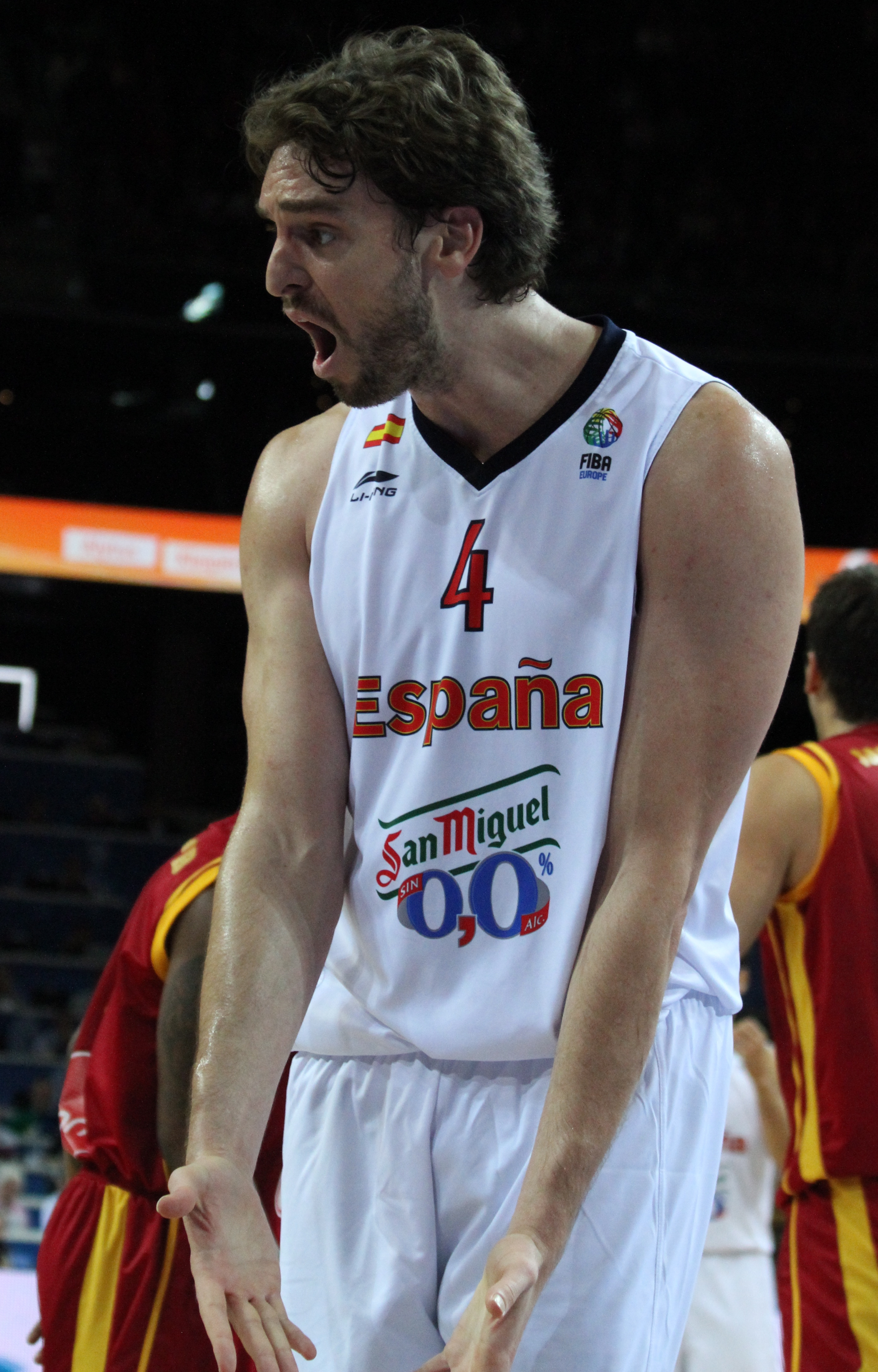
Pau Gasol
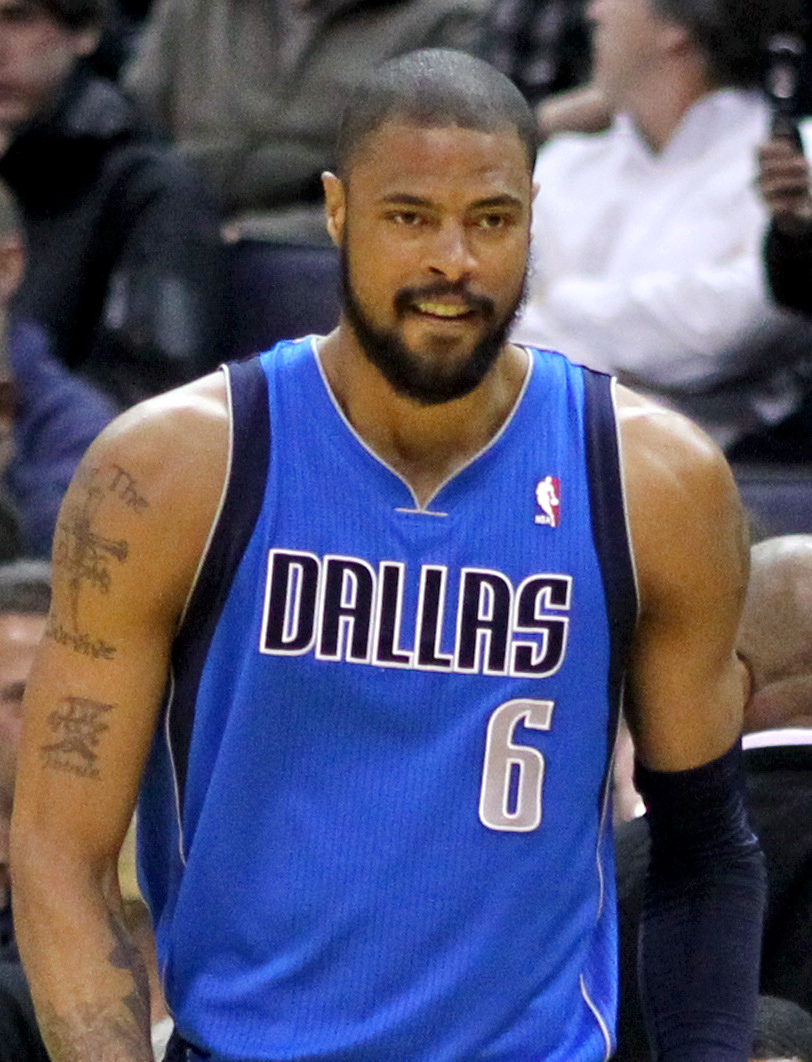
Tyson Chandler
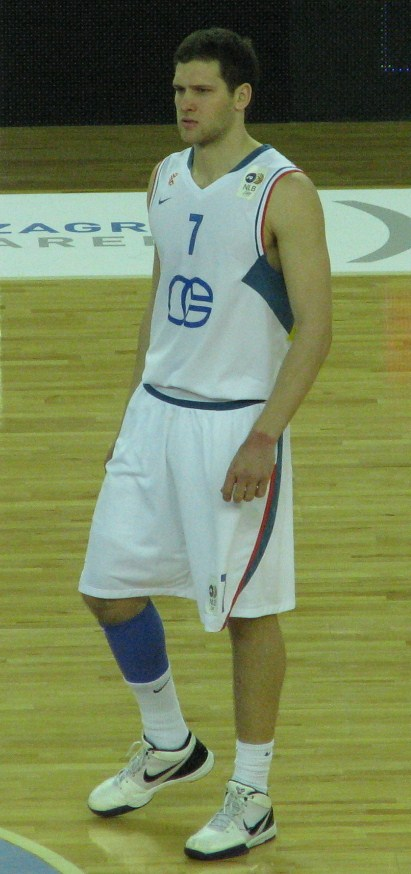
Bojan Bogdanović
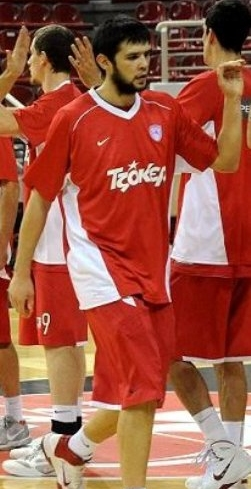
Kostas Papanikolaou
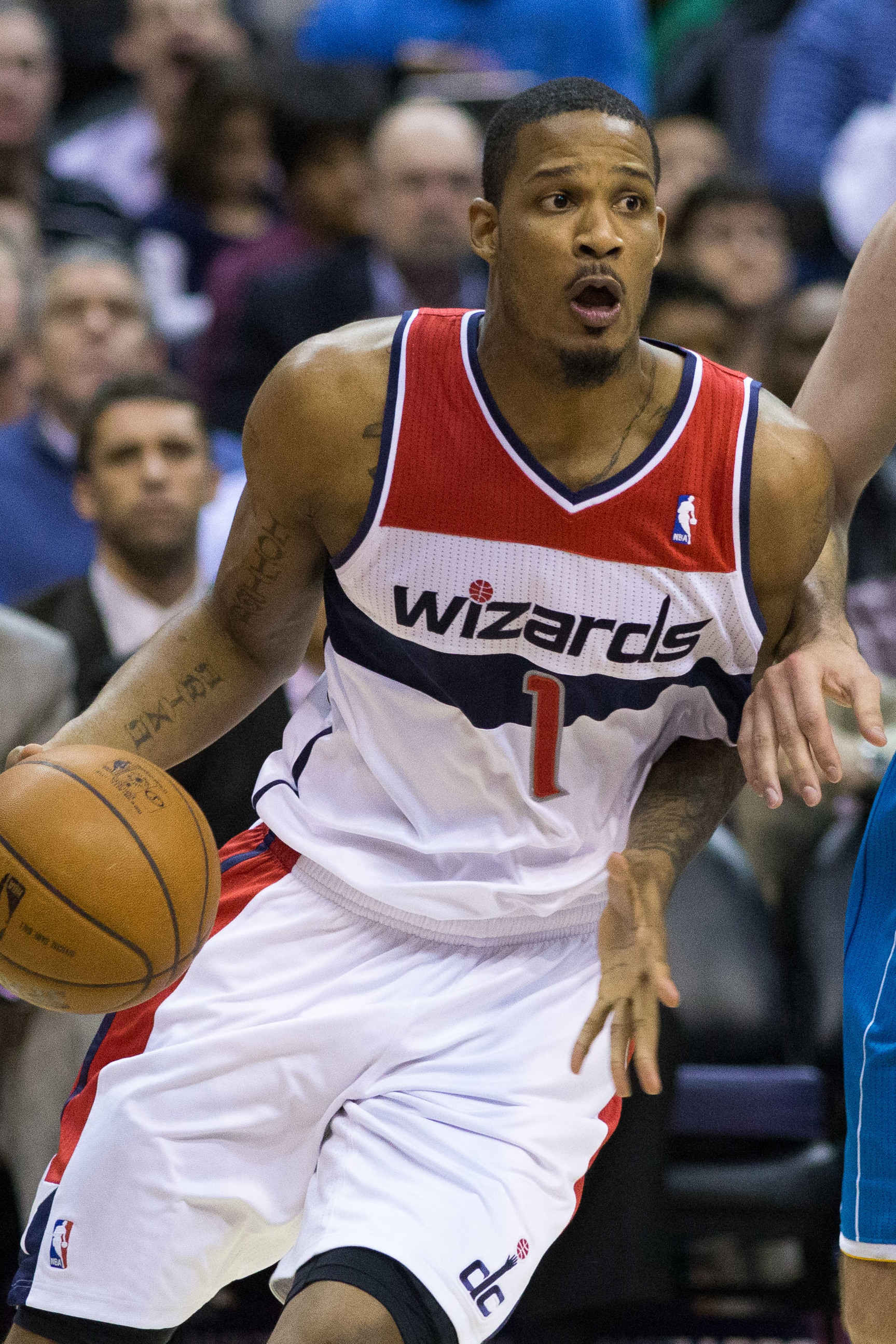
Trevor Ariza
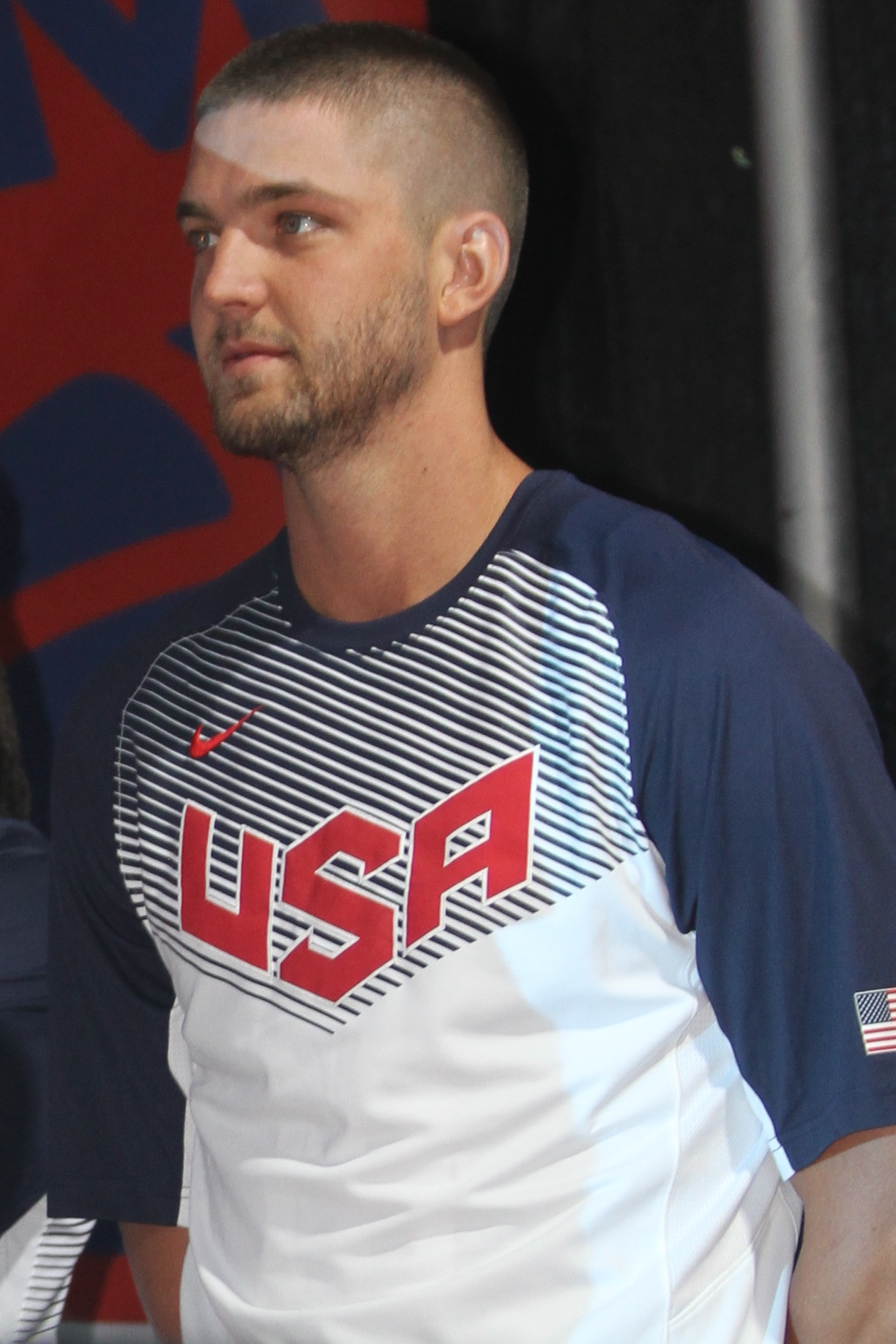
Chandler Parsons
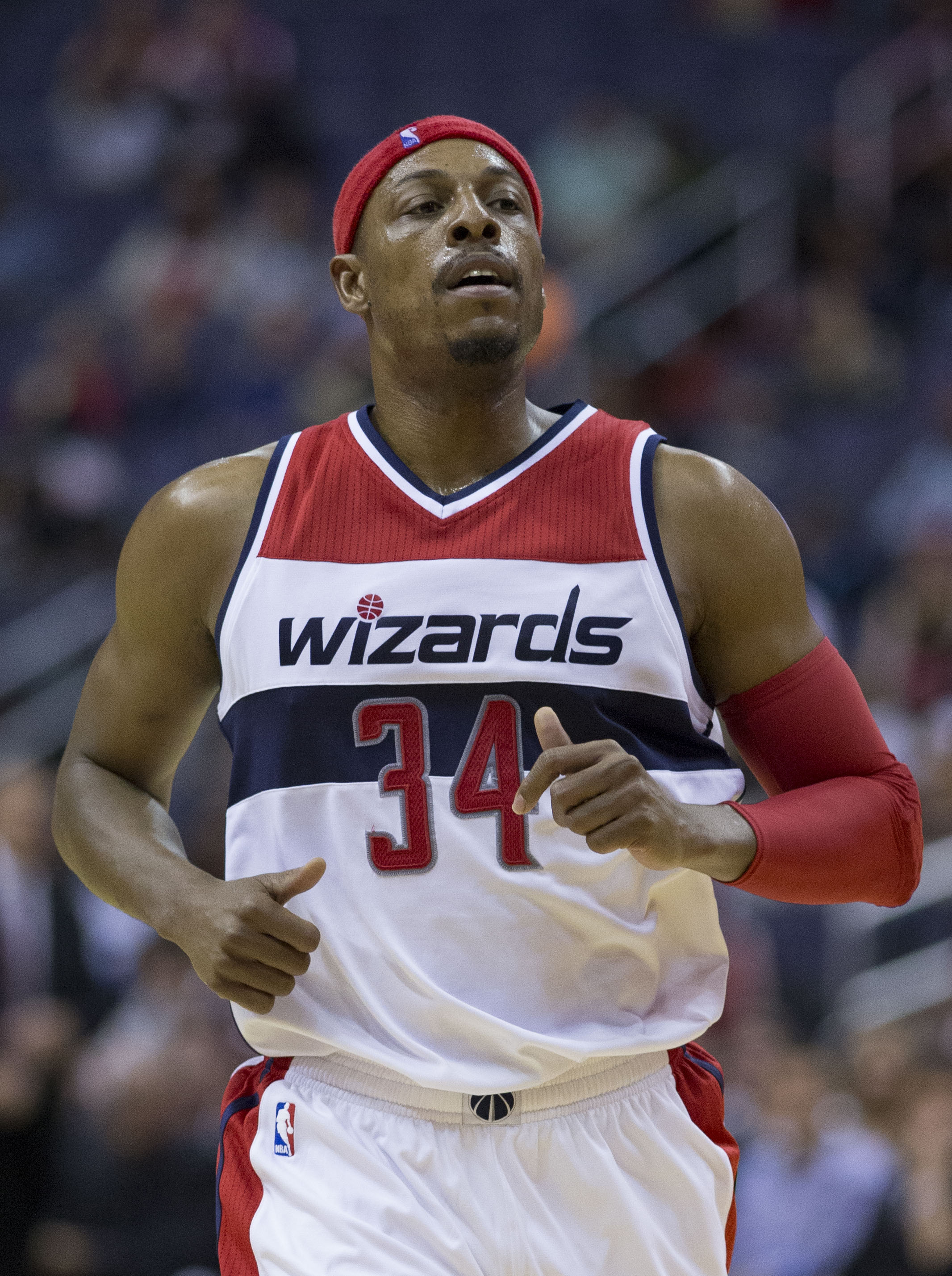
Paul Pierce

### Karriereende
Unter anderem beendeten folgende aktive Spieler im Sommer 2014 ihre Karrieren: Derek Fisher, Shane Battier, Quentin Richardson, Joel Przybilla, Chauncey Billups, Darko Miličić und Earl Watson.

## Vorbereitungsphase („Pre Season“)
Die Vorbereitungsspiele zur Hauptrunde begannen am 4. Oktober 2014 und endeten am 24. Oktober 2014. Dabei bestritt jedes Team sieben bis acht Spiele gegen weitere Franchises der Liga. Überzeugen konnten vor allem die Toronto Raptors, die in ihren acht Spielen sieben Siege feierten. Ebenfalls auf sich aufmerksam machten die Houston Rockets und die Golden State Warriors, die mit sechs Siegen aus acht Spielen brillierten. Ein Verhältnis von fünf Siegen bei sieben ausgetragenen Spielen hatten die Teams von den New Orleans Pelicans, Phoenix Suns, Minnesota Timberwolves, Cleveland Cavaliers sowie die Detroit Pistons vorzuweisen.

### NBA Global Games
Im Rahmen der NBA Global Games 2014, welche aus sieben Spielen bestanden, von denen fünf in der Vorbereitungsphase ausgespielt wurden, bestritten die San Antonio Spurs, amtierender Meister der NBA, zwei Spiele in Europa. Zum Auftaktspiel waren die Spurs in Deutschland zu Gast. In der O2 World Berlin trafen sie am 8. Oktober 2014 auf den deutschen Pokalsieger Alba Berlin. Die Berliner bezwangen das nordamerikanische Team durch einen erfolgreichen Wurf in allerletzter Sekunde von Jamel McLean mit 94:93 Punkten und feierten somit den ersten Sieg einer deutschen Mannschaft gegen ein Team aus der NBA. Bester Werfer auf Seiten der Spurs war Tony Parker, der vor dem Spiel erstmals mit dem FIBA Europe Player Of The Year Award ausgezeichnet wurde. Parker erspielte sich 28 Punkte. Die meisten Körbe für die „Albatrosse“ warf McLean. Er kam auf insgesamt 18 Punkte.
Bei ihrem zweiten und letzten Gastspiel in Europa am 11. Oktober 2014 trafen die aus Texas stammenden Spurs auf den türkischen Meister Fenerbahçe Ülker, welchen sie mit 96:90 Punkten bezwangen. Bester Werfer der Spurs war mit 23 Punkten Tim Duncan, Tony Parker kam auf 22 Punkte. Auf türkischer Seite überzeugte vor allem Neuzugang Andrew Goudelock. Mit 30 Punkten war der US-Amerikaner, der bereits für die Los Angeles Lakers in der NBA auflief, bester Werfer des Spiels.
Ein weiterer Höhepunkt der Global Games war das Aufeinandertreffen der Cleveland Cavaliers und der Miami Heat. Bei einem Gastspiel in der HSBC Arena in Rio de Janeiro, Brasilien, traf LeBron James, ebenfalls am 11. Oktober 2014, auf seine ehemaligen Kollegen der Heat, welche er zuvor in vier Jahren vier Mal in die Finalspiele der Playoffs geführt hatte. James kam bei 21 Minuten Einsatzzeit auf sieben Punkte, legte zudem acht Assists auf. Die „Cavs“ besiegten den letztjährigen Vizemeister mit 122:119 Punkten in der Overtime (Verlängerung). Spieler der Begegnung war Kevin Love, der auf 25 Punkte, 7 Rebounds, 1 Steal und 1 Assist kam. Auf Seiten der Heat wusste Shabazz Napier zu überzeugen. Der Neuzugang kam auf 16 Punkte, 3 Rebounds, 7 Assists und 2 Steals. Bester Werfer der unterlegenen Mannschaft war Chris Bosh mit 19 Punkten.
Auch in Asien war die NBA zu Gast. Die beiden Teams der Clubeigner Vivek Ranadivé (Sacramento Kings) und Michail Prochorow (Brooklyn Nets), welche nicht in den USA geboren wurden, trafen in zwei Gastspielen in der Volksrepublik China aufeinander. Das erste Spiel fand am 12. Oktober 2014 in der Mercedes-Benz Arena in Shanghai statt. Die Nets entschieden das Spiel mit 97:95 Punkten für sich. Bester Spieler der New Yorker war Brook Lopez mit 18 Punkten und 6 Rebounds. Mit ebenfalls 18 Punkten bei 3 Rebounds wusste Ramon Sessions auf Seiten der Kings zu überzeugen.
Zum Abschluss der Global Games zur Vorbereitungsphase trafen die Teams erneut in Peking, der Hauptstadt Chinas, aufeinander. Im MasterCard Center fiel die Entscheidung erst in der Overtime (Verlängerung). Erneut konnten sich die Nets durchsetzen und fertigten ihren Gegner mit 129:117 Punkten ab. Weltmeister Rudy Gay war bester Spieler bei den Kings mit 21 Punkten, 7 Rebounds, 5 Assists, 2 Steals und 1 Block. Bester Werfer der Sacramento Kings war mit 22 Punkten bei 3 Rebounds Ben McLemore. Spieler der Begegnung und bester Werfer der Brooklyn Nets war mit 22 Punkten bei 4 Rebounds und jeweils einem Steal, Block und aufgelegtem Assist Mirza Teletovic.

## Hauptrunde („Regular Season“)
Die Hauptrunde der aktuellen Saison begann am 28. Oktober 2014. Im Auftaktspiel im AT&T Center traf der amtierende Titelträger, die San Antonio Spurs, auf die Dallas Mavericks. Das Spiel gewannen die Spurs mit 101:100 Punkten. Den ersten Spieltag komplettierten die Begegnung der Orlando Magic, welche bei den New Orleans Pelicans gastierten und ihnen mit 84:114 Punkten unterlagen, sowie die Partie der Houston Rockets bei den Los Angeles Lakers, welche sie mit 108:90 Punkten gewannen.
Für die Hauptrunde 2014/15 konnte die NBA einen neuen Zuschauerrekord verbuchen. Etwa 21,9 Millionen Tickets setzten die Teams um. Im Durchschnitt bedeutete das 17.826 Zuschauer pro Spiel. Dabei kam es zu 700 ausverkauften Partien.

### Endstände
DR = Divisionranking, CR = Conferenceranking, S = Siege, N = Niederlagen, PCT = prozentualer Sieganteil
| Eastern Conference |    |      |                     |    |    |       |
| Atlantic Division  |    |      |                     |    |    |       |
| DR                 | CR | Team | Team                | S  | N  | PCT   |
| 1                  | 4  |      | Toronto Raptors     | 49 | 33 | 0.598 |
| 2                  | 7  |      | Boston Celtics      | 40 | 42 | 0.488 |
| 3                  | 8  |      | Brooklyn Nets       | 38 | 44 | 0.464 |
| 4                  | 14 |      | Philadelphia 76ers  | 18 | 64 | 0.220 |
| 5                  | 15 |      | New York Knicks     | 17 | 65 | 0.207 |
| Central Division   |    |      |                     |    |    |       |
| DR                 | CR | Team | Team                | S  | N  | PCT   |
| 1                  | 2  |      | Cleveland Cavaliers | 53 | 29 | 0.646 |
| 2                  | 3  |      | Chicago Bulls       | 50 | 32 | 0.610 |
| 3                  | 6  |      | Milwaukee Bucks     | 41 | 41 | 0.500 |
| 4                  | 9  |      | Indiana Pacers      | 38 | 44 | 0.463 |
| 5                  | 12 |      | Detroit Pistons     | 32 | 50 | 0.390 |
| Southeast Division |    |      |                     |    |    |       |
| DR                 | CR | Team | Team                | S  | N  | PCT   |
| 1                  | 1  |      | Atlanta Hawks       | 60 | 22 | 0.732 |
| 2                  | 5  |      | Washington Wizards  | 46 | 36 | 0.561 |
| 3                  | 10 |      | Miami Heat          | 37 | 45 | 0.451 |
| 4                  | 11 |      | Charlotte Hornets   | 33 | 49 | 0.402 |
| 5                  | 13 |      | Orlando Magic       | 25 | 57 | 0.305 |

| Western Conference |    |      |                        |    |    |       |
| Northwest Division |    |      |                        |    |    |       |
| DR                 | CR | Team | Team                   | S  | N  | PCT   |
| 1                  | 4  |      | Portland Trail Blazers | 51 | 31 | 0.622 |
| 2                  | 9  |      | Oklahoma City Thunder  | 45 | 37 | 0.549 |
| 3                  | 11 |      | Utah Jazz              | 38 | 44 | 0.463 |
| 4                  | 12 |      | Denver Nuggets         | 30 | 52 | 0.366 |
| 5                  | 15 |      | Minnesota Timberwolves | 16 | 66 | 0.195 |
| Pacific Division   |    |      |                        |    |    |       |
| DR                 | CR | Team | Team                   | S  | N  | PCT   |
| 1                  | 1  |      | Golden State Warriors  | 67 | 15 | 0.817 |
| 2                  | 3  |      | Los Angeles Clippers   | 56 | 26 | 0.683 |
| 3                  | 10 |      | Phoenix Suns           | 39 | 43 | 0.476 |
| 4                  | 13 |      | Sacramento Kings       | 29 | 53 | 0.354 |
| 5                  | 14 |      | Los Angeles Lakers     | 21 | 61 | 0.256 |
| Southwest Division |    |      |                        |    |    |       |
| DR                 | CR | Team | Team                   | S  | N  | PCT   |
| 1                  | 2  |      | Houston Rockets        | 56 | 26 | 0.683 |
| 2                  | 5  |      | Memphis Grizzlies      | 55 | 27 | 0.671 |
| 3                  | 6  |      | San Antonio Spurs      | 55 | 27 | 0.671 |
| 4                  | 7  |      | Dallas Mavericks       | 50 | 32 | 0.610 |
| 5                  | 8  |      | New Orleans Pelicans   | 45 | 37 | 0.549 |

Dem Gewinner einer Division ist auf der für die Play-offs entscheidenden Setzliste mindestens der vierte Platz garantiert, auch wenn mehr als drei Mannschaften eine höhere Anzahl an Siegen erreicht haben. Bei gleichem prozentualem Sieganteil entscheidet (1) Divisionssieg, (2) Sieganteil im direkten Vergleich, (3) Sieganteil in Spielen innerhalb der Konferenz, (4) Sieganteil in Spielen gegen die Play-off-Teams der eigenen Konferenz, (5) Sieganteil in Spielen gegen die Play-off-Teams der anderen Konferenz, (6) Netto-Punkte (erzielte Punkte minus zugelassene Punkte) in allen Spielen.

### Eastern Conference
Die Tendenzen der Vorbereitungsphase spiegelten sich auch in der ersten Phase der Hauptrunde wider. So dominierten vor allem die Toronto Raptors die Eastern Conference, die nach 13 Spielen elf Siege vorzuweisen hatten und den ersten Platz belegten. Ihnen folgten die Wizards (9-3) auf dem zweiten und die Bulls (8-5) auf dem dritten Platz. Diese Teams führten auch ihre jeweiligen Divisionen auf dem ersten Platz an. Die Knicks hingegen starteten in die neue Saison mit sieben Niederlagen in Folge. Im achten Spiel konnten sie ihre Talfahrt durch einen Sieg gegen die Nuggets vorläufig stoppen. Im Madison Square Garden unterlagen die Gäste aus Colorado den New Yorkern mit 93:109 Punkten. Das erfolgloseste Team waren die 76ers aus Philadelphia, die erst im 18. Spiel ihren ersten Saisonsieg feierten. Somit vermied das Team die Einstellung des Negativrekordes, welcher von den Nets 2009 aufgestellt wurde, für die meisten Niederlagen in Folge zu einem Saisonstart.
Nach einem etwas holprigen Start in die Saison feierte „King James“ Anfang Dezember vor den Augen von Prinz William samt Gemahlin, die bei einem dreitägigen USA-Aufenthalt auch ein Spiel der NBA besuchten, mit den Cavaliers den zwölften Sieg im 19. Spiel, als sie im Barclays Center die Nets mit 110:88 Punkten besiegen konnten. Mit diesem Sieg schoben sich die „Cavs“ vorläufig auf Rang vier der Conferencetabelle, den sie einen Tag später, am 9. Dezember 2014, verteidigen sollten, als sie im Spitzenspiel der Eastern Conference auf den Tabellenführer, die Toronto Raptors trafen. Noch zur Mitte des vierten Viertels lagen die „Cavs“ mit zehn Punkten zurück, besiegten letztendlich die Raptors aber mit 105:101 Punkten. Den Raptors war in der entscheidenden Phase des Spiels, die Abwesenheit des verletzten DeMar DeRozan anzumerken. Auf Seiten der Cavalliers überzeugten vor allem James mit 35 Punkten, Kevin Love mit 17 Punkten und Kyrie Irving mit einem Double-Double bestehend aus 13 Punkten und 10 Assists. Das Team aus Toronto (16-6) führte trotz Niederlage weiterhin die Tabelle der Conference an. Ihnen folgten die Hawks um den Schweizer Thabo Sefolosha und dem deutschen Dennis Schröder. Mit dem 95:76 Punktesieg über die 76ers am 10. Dezember 2014 und den damit achten Sieg in Folge, schob sich das Team aus Atlanta (15-6) auf Rang zwei der Tabelle und übernahm auch die Führung in der Division vor den Wizards, die ebenfalls 15 Siege aus 21 Spielen vorwiesen. Die 76ers (2-19) blieben weiterhin das erfolgloseste Team der Liga.
Im Spitzenspiel des Ostens besiegen am 22. Dezember 2014 die Chicago Bulls die weiterhin auf Rang eins liegenden Raptors aus Toronto. Nachdem vor Beginn des letzten Viertels die Raptors mit drei Punkten führten (83:80) und weitere 37 im letzten Viertel auflegten, gaben sie den Sieg an die Bulls ab, die ihrerseits 49 Punkte im Schlussviertel auflegten und das Team aus Kanada mit 129:120 Punkten bezwangen. Der Klubeigene Rekord der Bulls für die höchste Punkteanzahl in einem Viertel, wurde ermöglicht durch zweistellige Punkteausbeuten von sieben der neun eingesetzten Spieler. Allen voran wussten Derrick Rose mit 29 Punkten und Jimmy Butler mit 27 Punkten zu überzeugen.
Mit einem weiteren Klubrekord läuteten die Bulls das neue Jahr ein. Vor heimischem Publikum besiegte das Team aus Illinois am 1. Januar 2015 die Nuggets aus Denver mit 106:101 Punkten. Die dabei 18 erfolgreich gestellten Blocks, von denen Pau Gasol neun stellte, waren klubeigene Bestleistung. Erneut wussten neben dem Spanier Gasol, Butler mit 26 Punkten und Rose mit 17 Punkten zu überzeugen. Auf Seiten Denvers kam Kenneth Faried zu einem Double-Double bestehend auf 18 Punkten und 19 Rebounds. Mit diesem Sieg schoben sich die Bulls (23-10) wieder vor den Wizzards (22-9) auf den dritten Rang. Die Führung der Conference übernahmen am 2. Januar 2015 die Atlanta Hawks (24-8). Durch ihren 98:92-Auswärtserfolg über die Utah Jazz und der gleichzeitigen Niederlage der Raptors gegen die Warriors, sicherte sich das Team erstmals den ersten Rang ihrer Conference, welchen sie einen Tag später am 3. Januar 2015 durch den Sieg gegen die Trail Blazers mit 115:107 Punkten verteidigten. Ebenfalls am selben Abend schlossen die Bulls (24-10) durch einen Sieg über die Celtics (11-20), auf die Raptors (24-9) auf. Derweil stellten die Knicks einen klubeigenen Negativrekord auf. Mit der 91:101-Punkteniederlage am 7. Januar 2015 verbuchten die New Yorker die 13. Niederlage in Folge. In der gesamten Geschichte des Franchise verlor keine New Yorker Auswahl jemals so oft in Serie. Niederlage Nummer 14 setzte es bereits einen Tag später als das Team vor heimischem Publikum den Houston Rockets mit 96:120 Punkten unterlag. Am selben Abend verkündeten die drei Besitzer der auf Rang eins liegenden Hawks, das in Atlanta ansässige Franchise verkaufen zu wollen. Experten schätzten ihren Wert auf etwa eine Milliarde US-Dollar. Während sich nur wenige Tage später erste Investorengruppen formierten, die entsprechende Angebote ausarbeiteten, gaben die Printmedien ein weiteres zum Verkauf stehendes Franchise bekannt. Michail Prochorow, welcher 80 % der Anteile der Brooklyn Nets hält, habe eine Firma damit beauftragt, entsprechende Angebote für das Team zu prüfen und entsprechende Verträge auszuarbeiten. Fachkundige schätzten die Anteile des Russen auf etwa 1,3 Milliarden US-Dollar. Währenddessen beendeten die Knicks ihre Negativserie nach 16 Niederlagen in Folge. Mit dem 99:92-Erfolg über die Pelicans am 19. Januar 2015 gelang dem Team der sechste Sieg im 42. Spiel der laufenden Saison. Ebenfalls waren es die Pelicans, die eine weitere Serie beendeten, und zwar die der Atlanta Hawks. Nach 19 Siegen in Serie, was für das aus Atlanta ansässige Team einen neuen Franchiserekord bedeutete, verloren die „Adler“ am 2. Februar 2015 gegen die „Pelikane“ mit 100:115 Punkten.
Nach guten Leistungen zum Ende der Saison gelang es den Cavaliers sich noch vor den Bulls zu positionieren und ihnen Rang eins der Division abzulaufen. Die Bulls ihrerseits fügten den Knicks bei ihrem 111:80 Punkteerfolg am 28. März 2015 die sechzigste Niederlage der Saison zu. Damit stellten die Knicks einen neuen klubeigenen Negativrekord auf. Ebenfalls eine Negativleistung lieferten die New Yorker am 11. April 2015 ab. Im Spiel gegen die Orlando Magic erspielten sich die Knicks im zweiten Viertel acht Punkte, ihre Gegner kamen auf Sieben. Insgesamt vergaben beide Teams 33 ihrer 39 Würfe und stellten damit die niedrigste Punkteausbeute der letzten 60 Jahre in einem Viertel. Mit 65 Niederlagen beendeten die Knicks als schlechtestes Team der NBA ihre Saison.

### Western Conference
Die Western Conference wurde angeführt von den Grizzlies mit zwölf Siegen aus 14 Spielen. Ihnen folgten die Warriors (10-2), die Trail Blazers (10-3), die Rockets (10-3) sowie die Mavericks (10-4). Die Lakers starteten mit fünf Niederlagen in die Saison. Den ersten Sieg feierten sie im sechsten Spiel, in dem sie gegen die Hornets mit 107:92 Punkten gewannen. Nach den ersten 14 Spielen konnten die Kalifornier lediglich drei Siege aufweisen und belegten damit den vorletzten Platz im Westen. Eine ähnliche Bilanz wiesen die Oklahoma City Thunder auf. Mit ebenfalls drei Siegen aus 15 Spielen befanden sie sich auf dem letzten Platz. Die Thunder litten vor allem unter den verletzungsbedingten Ausfällen von Kevin Durant und Russell Westbrook. Mit der Niederlage der Grizzlies gegen die Rockets am 3. Dezember 2014 (96:105), übernahmen die Warriors (16-2) die Tabellenführung der Conference und verwiesen Memphis (15-3) auf Rang 2. Nach dem 105:93 Punkteerfolg über die Rockets, bauten die Warriors ihre Führung, nach ihrem 14. Sieg in Folge, am 10. Dezember 2014 weiterhin aus und waren mit 19 Siegen aus 21 Spielen das erfolgreichste Team der Saison. Währenddessen fanden die Thunder wieder in die Spur. Nach der Rückkehr ihrer wiedergenesenen Leader besiegten sie am 11. Dezember 2014 die Cavaliers mit 103:94 Punkten, bester Werfer für Oklahoma war Westbrook mit 26 Punkten, Durant kam auf 19 Punkte. Die Thunder (9-13) fanden sich nun auf dem zwölften Rang wieder. Die Rockets schüttelten ihre tags zuvor erlittene Niederlage beim Tabellenführer ab und besiegten die Kings mit 113:109 Punkten. Harden konnte auf Seiten der Rockets mit 44 Punkten beeindrucken. Weiterhin auf dem vorletzten Rang verweilten die Lakers (6-16) und das Schlusslicht bildeten die Timberwolves (5-16) um Rookie Andrew Wiggins.
Mit dem krankheitsbedingten Ausfall ihres Centers DeMarcus Cousins, verloren die Sacramento Kings acht ihrer letzten zehn Spiele. Da die Klubführung den Einzug in die Playoffs gefährdet sah, feuerten sie am 14. Dezember 2014 ihren Cheftrainer Michael Malone. Damit kam es zur ersten Trainerentlassung der laufenden Saison. Die Kings (11-13) belegten zu diesem Zeitpunkt den elften Rang der Tabelle im Westen. Die Siegesserie der Warriors endete am 16. Dezember 2014 durch die Auswärtsniederlage gegen die Grizzlies. Nach 16 Siegen in Folge unterlag der Tabellenführer des Westens seinem Verfolger mit 98:105 Punkte. Über die Weihnachtsfeiertage gastierten die Warriors im Staples Center. So trafen sie am 23. Dezember 2014 auf die Los Angeles Clippers und am 25. Dezember 2014 auf die Los Angeles Lakers. Beide Spiele verlor der Tabellenführer, ging aber weiterhin als Nummer eins ins neue Jahr 2015. Die Timberwolves hingegen verloren weiterhin in Serie. Nach 15 Niederlagen in Folge traf man am 13. Januar 2015 auf die Indiana Pacers, welche man mit 110:101 Punkten bezwingen konnte. Mit 52 erzielten Punkten sorgte Mo Williams nicht nur für den Sieg der „Wölfe“, sondern stellte auch einen persönlichen Karrierebestwert auf. Williams Dienste sicherten sich am 10. Februar 2015 die Charlotte Hornets. Tyrone Corbin, welcher inzwischen die Spiele der Kings leitete, wurde am 12. Februar 2015 nach 21 Niederlagen aus 28 Spielen wieder freigestellt. George Karl sollte fortan das Team führen und war somit der dritte Trainer der Kings in der laufenden Saison. Eine weitere Trainerentlassung vermeldeten Anfang März 2015 die Denver Nuggets. Nach sechs Pleiten in Serie und mit noch hypothetisch verbleibenden Chancen auf die Playoffs trennte sich das in Colorado ansässige Franchise von Trainer Brian Shaw. Bis zum Ende der Saison sollte Assistenztrainer Melvin Hunt übernehmen.
Im Wettkampf um die letzten verbleibenden Ränge, die zur Teilnahme an den Playoffs berechtigten, empfingen am 12. März 2015 die in der Conference auf Rang sechs liegenden San Antonio Spurs die Cleveland Cavaliers. Der Meister des Vorjahres unterlag den Cavs in der Overtime mit 125:128 Punkten. Bei diesem Spiel kam Irving auf 57 Punkte und stellte damit die höchste Punkteausbeute eines Spielers in einem Spiel zu dieser Saison. Somit verloren die Spurs nach zuvor sechs Siegen in Serie ein weiteres Spiel. Die Niederlage der Texaner nährte die Hoffnung der dahinterliegenden Teams, so auch die der Oklahoma City Thunder, welche zu dem Zeitpunkt den neunten Rang belegten und mit einem 110:94 Punktesieg am 13. März 2015 über die Minnesota Timberwolves den Anschluss auf Rang acht wahrten. Bei diesem Sieg erspielte sich Russell Westbrook das zwischenzeitliche sechste Triple-Double aus den letzten acht Spielen. Mit 29 Punkten, zwölf Assists und zehn Rebounds war er der Leistungsträger seines Teams. Am selben Abend hatten bereits die weiterhin auf Rang eins liegenden Warriors eine 103:114 Punkteniederlage gegen die Denver Nuggets hinzunehmen.

### Spielerwechsel
Zu den meistdiskutierten Spielerwechseln während des laufenden Spielbetriebs gehörten:
- Andrei Kirilenko wurde zusammen mit Jorge Gutiérrez am 11. Dezember 2014 von den Brooklyn Nets zu den Philadelphia 76ers transferiert. Zudem erhielten die Nets einen Zweitrundenpick für die Draft 2020. Um Platz im Kader zu regenerieren, wurde Malcolm Lee, der am 5. Dezember 2014 einen Vertrag bei den 76ers unterschrieben hatte, wieder entlassen. Lee wechselte zurück zu den Delaware 87ers, dem Farmteam der 76ers. Ebenfalls in die D-League folgte ihm Gutiérrez.[49] Der Neuzugang wurde am 12. Dezember 2014 von den 76ers entlassen und unterschrieb am 23. Dezember 2014 bei den Canton Charge. Die Nets erhielten für ihre zwei abgewanderten Spieler den Power Forward Brandon Davies.[50] Kirilenko wurde am 9. Januar 2015 von den 76ers ohne Bezahlung suspendiert, da er es versäumt hatte, nach seinem Wechsel sich bei seinem neuen Team zu melden und ins laufende Training einzusteigen. Ende Februar 2015 vermeldete er seine Rückkehr zum ZSKA Moskau und beendete damit offiziell seine Karriere in der NBA.[51]
- Rajon Rondo wurde am 18. Dezember 2014 zusammen mit Center Dwight Powell von den Celtics zu den Mavericks transferiert. Dafür wechselten im Gegenzug Jameer Nelson, Brandan Wright und Jae Crowder an die Ostküste. Des Weiteren erhielten die Bostoner einen Erstrunden-Pick für 2015 sowie einen Zweitrunden-Pick für 2016. Mit dem Transfer von Rondo versprachen sich die „Mavs“ ihre Offensive noch variabler zu gestalten, nahmen allerdings das Risiko in Kauf, dass ihr neuer Point Guard zum Ende der Saison Dallas als Free Agent wieder verlassen könnte. Rondo gilt als ein Spielmacher mit einer enormen Spielübersicht und wird von mehreren Teams in der NBA begehrt.[52] Wright hingegen wurde am 9. Januar 2015 im Tausch gegen einen zukünftigen Erstrundenpick, alternativ zwei Zweitrundenpicks, nach Phoenix zu den Suns transferiert.
- Corey Brewer und Alexey Shved wechselten am 19. Dezember 2014 zu den Houston Rockets. Dafür ging Troy Daniels zusammen mit den Rechten an zwei zukünftigen Zweirunden Picks zu den Timberwolves. Zudem wurde Francisco García entlassen, damit die Neuzugänge in Houstons Kader aufgenommen werden konnten. Zu den 76ers wurden die Rechte von Sergei Lishouk, ein Zweitrundenpick für 2016 sowie Ronny Turiaf transferiert. Vier Tage später kündigten die 76ers Turiaf.[53]
- Josh Smiths Entlassung bei den Detroit Pistons verkündete deren Trainer und Manager Stan Van Gundy am 22. Dezember 2014. Smith war erst zur vorherigen Saison als Free Agent geholt und mit einem Vertrag von 54 Millionen US-Dollar über die kommenden vier Jahre ausgestattet worden. Da diese Summe garantiert war, hatte das Franchise die noch ausstehende Summe weiterhin zu bezahlen. Smith, der nach zwei Tagen nun wieder als Free Agent auf dem Markt war, wurde von mehreren Teams umworben. Unter anderen interessierten sich die Miami Heat und die Dallas Mavericks für ihn, Smith jedoch entschied sich für die Houston Rockets, die ihm ein zusätzliches Jahresgehalt von 2,1 Millionen US-Dollar bezahlen werden.[54]
- Dion Waiters wechselte am 5. Januar 2015 von den Cleveland Cavaliers zu den Oklahoma City Thunder. Dafür erhielten die Cavaliers Iman Shumpert und J. R. Smith von den New York Knicks sowie von den Thunder die Rechte eines Erstrundenpicks der folgenden Jahre. Dafür wechselten Lou Amundson und Alex Kirk von Cleveland sowie Lance Thomas von Oklahoma nach New York. Zusätzlich bekamen die Knicks die Rechte der Cavaliers am Zweitrundenpick des NBA-Drafts 2019.[55]
- Timofey Mozgov sollte ab dem 7. Januar 2015 die anfällige Defense der Cleveland Cavaliers stabilisieren. Für den Russen erhielten die Denver Nuggets die Rechte an zwei Erstrundenpicks. Einen davon hatten die Cavs erst zwei Tage zuvor von den Oklahoma City Thunder erhalten.[56]
- Austin Rivers wurde am 15. Januar 2015 erster Spieler der NBA-Geschichte, der unter seinem Vater trainieren und spielen sollte. Mit einem drei Teams umfassenden Trade transferierten die Celtics Rivers nach Los Angeles zu den Clippers, die seit 2013 von Doc Rivers trainiert werden. Dafür erhielten die Bostoner Chris Douglas-Roberts, einen Zweitrundenpick für den NBA-Draft 2017 und eine zusätzliche finanzielle Aufwandsentschädigung. Ebenfalls wechselte Shavlik Randolph von den Suns zu den Celtics, die im Gegenzug Reggie Bullock von den Clippers erhielten.[57]
- Kevin Garnett wurde am 19. Februar 2015 kurz vor dem Ablauf der Wechselfrist für Thaddeus Young zu den Minnesota Timberwolves getradet, dem Team, als dessen Spieler er zehnfacher All-Star sowie, in der Saison 2003/04, MVP der Liga wurde.[58][59]
- Goran Dragić wurde, zusammen mit seinem Bruder Zoran, ebenfalls am 19. Februar 2015 im Rahmen eines Drei-Team-Trades nach Miami geschickt. Die Phoenix Suns bekamen im Gegenzug Danny Granger, John Salmons sowie zwei Erstrunden-Draftpicks. Ebenfalls beteiligt an dem Trade waren die New Orleans Pelicans, die Norris Cole, Justin Hamilton und Shawne Williams bekamen.[58]
- Isaiah Thomas wurde am 19. Februar von den Phoenix Suns für Marcus Thornton und einen ursprünglich den Cleveland Cavaliers gehörenden Draftpick nach Boston getauscht.[60]
- Brandon Knight wurde am 19. Februar in einem Drei-Team-Trade zu den Phoenix Suns geschickt. Zusammen mit ihm wurde Kendall Marshall, dessen Karriere in Phoenix begann, getradet. Im Gegenzug bekamen die Milwaukee Bucks Michael Carter-Williams (von den Philadelphia 76ers), Tyler Ennis und Miles Plumlee (beide aus Phoenix). Die 76ers bekamen einen Draftpick.[60] Als besonders überraschend galt das Handeln des Managements der Philadelphia 76ers, die ihren vermeintlich besten Spieler für einen weiteren Draftpick abgaben. Für die Bucks soll Carter-Williams hingegen vor allem defensiv ein Gewinn sein. Außerdem gilt er als ein „klassischerer“ Point Guard als Brandon Knight, der bei Phoenix wohl auch als Shooting Guard neben Eric Bledsoe spielen wird.[58]
- Reggie Jackson wurde am 19. Februar in einem weiteren Drei-Team-Trade von den Oklahoma City Thunder nach Detroit geschickt, wo er im restlichen Verlauf der Saison vor allem den verletzten Brandon Jennings vertreten soll. Im Rahmen des Trades bekamen die Thunder D. J. Augustin und Kyle Singler von den Pistons sowie Enes Kanter und Steve Novak von den Utah Jazz. Letztere bekamen Grant Jerrett, Kendrick Perkins und zwei Draftpicks. Durch diesen Zug galten die Thunder als die Gewinner der vielen Trading-Deadline-Deals (zusammen mit den Miami Heat).[58]
- Arron Afflalo wurde am 19. Februar zusammen mit Alonzo Gee im Wechsel für Will Barton, Victor Claver, Thomas Robinson sowie zwei Draftpicks von den Denver Nuggets zu den Portland Trail Blazers geschickt. Mit Afflalo gewannen die bereits im Vorfeld des Trades sehr starken Blazers einen potentiell sehr guten Bankspieler, der als Entlastung für die Starter Wesley Matthews und Nicolas Batum dienen soll.[58]
- Sim Bhullar wurde am 2. April von den Sacramento Kings mit einem 10-Tage-Vertrag verpflichtet und ist damit der erste indischstämmige Spieler in der NBA-Geschichte. Er spielte zuvor in der NBA Development League für die Reno Bighorns.[61]

### Monatliche Auszeichnungen
Zu den Ausgezeichneten der Hauptrunde gehörten:
| Monat    | Rookie (EAST)    | Rookie (WEST)   | Spieler (EAST)                  | Spieler (WEST)    | Coach (EAST)     | Coach (WEST)  |
| -------- | ---------------- | --------------- | ------------------------------- | ----------------- | ---------------- | ------------- |
| November | Jabari Parker    | Andrew Wiggins  | Jimmy Butler                    | Stephen Curry     | Dwane Casey      | David Joerger |
| Dezember | Nikola Mirotić   | Andrew Wiggins  | Kyle Lowry                      | James Harden      | Mike Budenholzer | Terry Stotts  |
| Januar   | Elfrid Payton    | Andrew Wiggins  | Starting Five der Atlanta Hawks | James Harden      | Mike Budenholzer | Steve Kerr    |
| Februar  | Marcus Smart     | Andrew Wiggins  | LeBron James                    | Russell Westbrook | Frank Vogel      | Scott Brooks  |
| März     | Nikola Mirotić   | Jordan Clarkson | LeBron James                    | Russell Westbrook | David Blatt      | Steve Kerr    |
| April    | Bojan Bogdanović | Rodney Hood     | DeMar DeRozan                   | Russell Westbrook | Brad Stevens     | Doc Rivers    |

## Playoffs
Der Start der Playoffs ist auf den 18. April 2015 terminiert. Alle Play-off-Runden wurden im Best-of-Seven-Modus gespielt.
|  | Erste Runde | Erste Runde            | Erste Runde           |                      |                       | Conference Semifinals | Conference Semifinals | Conference Semifinals |  |  | Conference Finals | Conference Finals | Conference Finals |  |  | NBA Finals | NBA Finals | NBA Finals |
|  |             |                        |                       |                      |                       |                       |                       |                       |  |  |                   |                   |                   |  |  |            |            |            |
|  | 1           | Atlanta Hawks          | 4                     |                      |                       |                       |                       |                       |  |  |                   |                   |                   |  |  |            |            |            |
|  | 8           | Brooklyn Nets          | 2                     |                      |                       |                       |                       |                       |  |  |                   |                   |                   |  |  |            |            |            |
|  | 8           | Brooklyn Nets          | 2                     | 1                    | Atlanta Hawks         | 4                     |                       |                       |  |  |                   |                   |                   |  |  |            |            |            |
|  |             |                        |                       | 1                    | Atlanta Hawks         | 4                     |                       |                       |  |  |                   |                   |                   |  |  |            |            |            |
|  |             |                        | 5                     | Washington Wizards   | 2                     |                       |                       |                       |  |  |                   |                   |                   |  |  |            |            |            |
|  | 4           | Toronto Raptors        | 5                     | Washington Wizards   | 2                     | 0                     |                       |                       |  |  |                   |                   |                   |  |  |            |            |            |
|  | 4           | Toronto Raptors        |                       |                      |                       | 0                     |                       |                       |  |  |                   |                   |                   |  |  |            |            |            |
|  | 5           | Washington Wizards     | 4                     |                      |                       |                       |                       |                       |  |  |                   |                   |                   |  |  |            |            |            |
|  | 5           | Washington Wizards     | 4                     | 1                    | Atlanta Hawks         | 0                     |                       |                       |  |  |                   |                   |                   |  |  |            |            |            |
|  |             |                        |                       | 1                    | Atlanta Hawks         | 0                     | Eastern Conference    |                       |  |  |                   |                   |                   |  |  |            |            |            |
|  |             | 2                      | Cleveland Cavaliers   | 4                    |                       |                       |                       |                       |  |  |                   |                   |                   |  |  |            |            |            |
|  | 2           | 2                      | Cleveland Cavaliers   | 4                    | Cleveland Cavaliers   | 4                     |                       |                       |  |  |                   |                   |                   |  |  |            |            |            |
|  | 2           |                        |                       |                      | Cleveland Cavaliers   | 4                     |                       |                       |  |  |                   |                   |                   |  |  |            |            |            |
|  | 7           | Boston Celtics         | 0                     |                      |                       |                       |                       |                       |  |  |                   |                   |                   |  |  |            |            |            |
|  | 7           | Boston Celtics         | 0                     | 2                    | Cleveland Cavaliers   | 4                     |                       |                       |  |  |                   |                   |                   |  |  |            |            |            |
|  |             |                        |                       | 2                    | Cleveland Cavaliers   | 4                     |                       |                       |  |  |                   |                   |                   |  |  |            |            |            |
|  |             |                        | 3                     | Chicago Bulls        | 2                     |                       |                       |                       |  |  |                   |                   |                   |  |  |            |            |            |
|  | 3           | Chicago Bulls          | 3                     | Chicago Bulls        | 2                     | 4                     |                       |                       |  |  |                   |                   |                   |  |  |            |            |            |
|  | 3           | Chicago Bulls          |                       |                      |                       |                       |                       |                       |  |  |                   |                   |                   |  |  |            |            |            |
|  | 6           | Milwaukee Bucks        | 2                     |                      |                       |                       |                       |                       |  |  |                   |                   |                   |  |  |            |            |            |
|  | 6           | Milwaukee Bucks        | 2                     | 2                    | Cleveland Cavaliers   | 2                     |                       |                       |  |  |                   |                   |                   |  |  |            |            |            |
|  |             |                        |                       |                      |                       |                       |                       |                       |  |  |                   |                   |                   |  |  |            |            |            |
|  |             | 1                      | Golden State Warriors | 4                    |                       |                       |                       |                       |  |  |                   |                   |                   |  |  |            |            |            |
|  | 1           | 1                      | Golden State Warriors | 4                    | Golden State Warriors | 4                     |                       |                       |  |  |                   |                   |                   |  |  |            |            |            |
|  | 1           |                        |                       |                      | Golden State Warriors | 4                     |                       |                       |  |  |                   |                   |                   |  |  |            |            |            |
|  | 8           | New Orleans Pelicans   | 0                     |                      |                       |                       |                       |                       |  |  |                   |                   |                   |  |  |            |            |            |
|  | 8           | New Orleans Pelicans   | 0                     | 1                    | Golden State Warriors | 4                     |                       |                       |  |  |                   |                   |                   |  |  |            |            |            |
|  |             |                        |                       | 1                    | Golden State Warriors | 4                     |                       |                       |  |  |                   |                   |                   |  |  |            |            |            |
|  |             |                        | 5                     | Memphis Grizzlies    | 2                     |                       |                       |                       |  |  |                   |                   |                   |  |  |            |            |            |
|  | 4           | Portland Trail Blazers | 5                     | Memphis Grizzlies    | 2                     | 1                     |                       |                       |  |  |                   |                   |                   |  |  |            |            |            |
|  | 4           | Portland Trail Blazers |                       |                      |                       | 1                     |                       |                       |  |  |                   |                   |                   |  |  |            |            |            |
|  | 5           | Memphis Grizzlies      | 4                     |                      |                       |                       |                       |                       |  |  |                   |                   |                   |  |  |            |            |            |
|  | 5           | Memphis Grizzlies      | 4                     | 1                    | Golden State Warriors | 4                     |                       |                       |  |  |                   |                   |                   |  |  |            |            |            |
|  |             |                        |                       | 1                    | Golden State Warriors | 4                     | Western Conference    |                       |  |  |                   |                   |                   |  |  |            |            |            |
|  |             | 2                      | Houston Rockets       | 1                    |                       |                       |                       |                       |  |  |                   |                   |                   |  |  |            |            |            |
|  | 2           | 2                      | Houston Rockets       | 1                    | Houston Rockets       | 4                     |                       |                       |  |  |                   |                   |                   |  |  |            |            |            |
|  | 2           |                        |                       |                      |                       |                       |                       |                       |  |  |                   |                   |                   |  |  |            |            |            |
|  | 7           | Dallas Mavericks       | 1                     |                      |                       |                       |                       |                       |  |  |                   |                   |                   |  |  |            |            |            |
|  | 7           | Dallas Mavericks       | 1                     | 2                    | Houston Rockets       | 4                     |                       |                       |  |  |                   |                   |                   |  |  |            |            |            |
|  |             |                        |                       | 2                    | Houston Rockets       | 4                     |                       |                       |  |  |                   |                   |                   |  |  |            |            |            |
|  |             |                        | 3                     | Los Angeles Clippers | 3                     |                       |                       |                       |  |  |                   |                   |                   |  |  |            |            |            |
|  | 3           | Los Angeles Clippers   | 3                     | Los Angeles Clippers | 3                     | 4                     |                       |                       |  |  |                   |                   |                   |  |  |            |            |            |
|  | 3           | Los Angeles Clippers   |                       |                      |                       |                       |                       |                       |  |  |                   |                   |                   |  |  |            |            |            |
|  | 6           | San Antonio Spurs      | 3                     |                      |                       |                       |                       |                       |  |  |                   |                   |                   |  |  |            |            |            |

## Saisonale Auszeichnungen
| - Most Valuable Player: Stephen Curry, Golden State Warriors - Defensive Player of the Year: Kawhi Leonard, San Antonio Spurs - Rookie of the Year: Andrew Wiggins, Minnesota Timberwolves | - Sixth Man of the Year: Lou Williams, Toronto Raptors - Most Improved Player: Jimmy Butler, Chicago Bulls - Coach of the Year: Mike Budenholzer, Atlanta Hawks |

| Position des Spielers | All-NBA First Team | All-NBA Second Team | All-NBA Third Team | NBA All-Defensive First Team | NBA All-Defensive Second Team | All-NBA Rookie First Team | All-NBA Rookie Second Team |
| --------------------- | ------------------ | ------------------- | ------------------ | ---------------------------- | ----------------------------- | ------------------------- | -------------------------- |
| Forward               | LeBron James       | LaMarcus Aldridge   | Blake Griffin      | Kawhi Leonard                | Anthony Davis                 | Nikola Mirotić            | Bojan Bogdanović           |
| Forward               | Anthony Davis      | DeMarcus Cousins    | Tim Duncan         | Draymond Green               | Tim Duncan                    | Andrew Wiggins            | Langston Galloway          |
| Center                | Marc Gasol         | Pau Gasol           | DeAndre Jordan     | DeAndre Jordan               | Andrew Bogut                  | Nerlens Noel              | Jusuf Nurkić               |
| Guard                 | Stephen Curry      | Russell Westbrook   | Kyrie Irving       | Chris Paul                   | Jimmy Butler                  | Elfrid Payton             | Zach LaVine                |
| Guard                 | James Harden       | Chris Paul          | Klay Thompson      | Tony Allen                   | John Wall                     | Jordan Clarkson           | Marcus Smart               |

## All-Star Game
Das diesjährige All-Star Game fand am 15. Februar 2015 im Madison Square Garden in New York City statt und endete mit 163:158 Punkten für die Auswahl des Westens. Mit 41 Punkten wurde Russell Westbrook zum MVP des Spiels gekürt.

## Trivia

### Schwerwiegende Verletzungen
- Steve Nash absolvierte in der letzten Saison nur 15 von 82 ausgetragenen Ligaspielen. Eine chronische Rückenverletzung verhinderte weitere Einsätze des Kanadiers. Ein paar Tage vor Anfang der regulären Saison, Ende Oktober, gaben die Lakers bekannt, dass Nash auch für die aktuelle Saison komplett ausfallen werde. Ligaexperten vermuten, dies bedeute das Karriereende für den 40-jährigen Point Guard, dessen Vertrag bei den Lakers Ende der Saison auslaufen wird.[68] Am 21. März gab Nash sein Karriereende bekannt.[69]
- Julius Randle bestritt am 28. Oktober 2014 vor heimischem Publikum sein erstes NBA-Pflichtspiel in Reihen der Los Angeles Lakers gegen die Houston Rockets. Im letzten Viertel des Spiels brach sich der 19-jährige Power Forward das Schienbein und wird voraussichtlich für den Rest der Saison ausfallen. Die Lakers verloren das Spiel mit 90:108 Punkten.[70]
- Xavier Henry, ebenfalls Spieler der Los Angeles Lakers, zog sich im Training Ende November einen Achillessehnenriss am linken Fuß zu. Nach erst neun Spielen bedeutete das für Henry das Saisonaus.[71]
- Jabari Parker verletzte sich am 15. Dezember 2014 im Spiel gegen die Phoenix Suns. Zunächst vermutete die medizinische Abteilung des Vereines eine Verstauchung des Knies, als sich der an Nummer zwei gewählte Pick des diesjährigen Drafts im Kampf um den Ball das Knie verdrehte. Tags darauf wurde jedoch bei einer Kernspintomographie der komplette Riss des Kreuzbandes diagnostiziert. Diese Diagnose bedeutete das vorläufige Saisonaus für den 19-jährigen Rookie, der bei 25 eingesetzten Spielen auf 12,3 Punkte im Schnitt kam.[72]
- Anderson Varejão riss sich am 23. Dezember 2014 im Spiel gegen die Timberwolves, welches die Cavaliers mit 125:104 Punkten gewinnen konnten, die Achillessehne am linken Fuß. Für den Brasilianer, der noch im Sommer für weitere drei Jahre verlängerte und dafür 30 Millionen US-Dollar erhalten soll, ist das die vierte schwerwiegende Verletzung in den letzten fünf Jahren, welche ihn zu einem verfrühten Saisonende zwingt.[73]
- Alec Burks’ vorzeitiges Saisonende verkündeten die Utah Jazz Ende Dezember der Öffentlichkeit. Der Shooting Guard, der sich einige Wochen zuvor zum wiederholten Mal an seiner Schulter verletzte (eine Verletzung, die ihn bereits seit seiner Collegezeit begleitet), wird sich nach Angaben der medizinischen Leitung und in Absprache mit der Vereinsführung der Jazz einer Operation unterziehen, die es ihm nicht mehr erlauben wird, diese Saison nochmal aufs Parkett zurückzukehren.[74]
- Carmelo Anthony beschloss im Februar 2015, sich einer Knie-Operation zu unterziehen. Dies bedeutet eine 4- bis 6-monatige Pause für den Star der New York Knicks. Im Verlauf der Saison musste Anthony regelmäßig mit Knieproblemen kämpfen und setzte 13 Spiele aus.[75]
- Chris Bosh musste die Saison im Anschluss an das All-Star Game beenden. Grund war ein Blutgerinnsel in der Lunge. Dies bedeutet eine mindestens halbjährige Spielpause für den Heat-Spieler.[76]
- Jared Sullingers vorzeitiges Saisonende wurde von den Boston Celtics Ende Februar angekündigt. Ursache dafür war ein Fußbruch. Sullinger war einer der Leistungsträger der Celtics in der Saison.[77]
- Derrick Rose erlitt im Spiel gegen die Milwaukee Bucks am 23. Februar einen Meniskusriss im rechten Knie. Er musste sich anschließend einer Operation unterziehen. Es war die zweite solche Verletzung bei Rose – im November 2013 wurde er bereits am rechten Meniskus operiert. Damals musste er ca. ein Jahr pausieren. Bereits in der Saison 2011/12 erlitt er zwei Verletzungen, die ihn für eine längere Zeit pausieren ließen.[78] Bereits am 8. April spielte Rose zum ersten Mal nach seiner Verletzung wieder.[79]
- Wesley Matthews riss sich im Spiel gegen Dallas Mavericks am 5. März die Achillessehne. Die Verletzung bedeutete das vorzeitige Ende der Saison für den Shooting Guard, der einer der Leistungsträger der Portland Trail Blazers war.[80]
- Kevin Durant, der amtierende MVP der Liga, zog sich bereits vor der Saison eine Mittelfuß-Fraktur zu. Er spielte anschließend in nur 27 Spielen zwischen Anfang Dezember und zweiter Februar-Hälfte. Ende März gaben die Oklahoma City Thunder bekannt, dass Durant sich einer Operation am Fuß unterziehen wird, womit seine Saison endgültig beendet wurde.[81]

### Bestmarken
- Dirk Nowitzki warf sich bereits in der letzten Saison in die Top Ten der Liste der NBA-Spieler mit den meisten erzielten Punkten. Am 11. November 2014 trafen die Dallas Mavericks auf die Sacramento Kings. Der Deutsche war mit 23 Punkten bester Werfer seiner Mannschaft. Mit nun insgesamt 26.953 Punkten verbesserte sich „Dirk“ auf Rang neun und überholte damit Legende Hakeem Olajuwon. Damit ist der Deutsche der beste Werfer der NBA, welcher nicht in den USA geboren wurde.[82] Auf Position acht verbesserte sich der Forward am 26. Dezember 2014. Mit 14 Punkten beim 102:98-Erfolg der Mavericks über die Los Angeles Lakers kam er auf insgesamt 27.322 Punkte und überholte damit Elvin Hayes.[83] Rang sieben kassierte er am 5. Januar 2015. Mit 15 verwandelten Punkten beim 96:88 Punkteerfolg über die Brooklyn Nets, kam der Forward auf nun insgesamt 27.412 Punkte und ließ damit Moses Malone mit 27.409 Punkten auf Rang acht zurück.[84]
- Tim Duncan verwertete am 14. November 2014 im zweiten Viertel des Spiels der San Antonio Spurs gegen die Los Angeles Lakers einen Assist von Tony Parker zur 43:35-Führung der Texaner. Dieser hook shot stellte den insgesamt 25.000 Punkt seiner NBA-Karriere dar. Damit war der US-Amerikaner zu diesem Zeitpunkt der nun 19. Spieler, dem es gelang, diese Marke in der NBA zu erreichen. Die Spurs gewannen im Staples Center mit 93:80 Punkten. Duncan selbst steuerte 13 Punkte bei.[85]
- Kobe Bryant überholte beim 100:94-Sieg der Los Angeles Lakers über die Minnesota Timberwolves am 14. Dezember 2014 den bisher drittbesten Scorer der NBA-Geschichte, Michael Jordan, und liegt nun seinerseits in dieser Rangliste auf dem dritten Platz.[86] Jordan hatte in seiner Karriere 32.292 Punkte erzielt. Vor Bryant liegen nun noch „Mailman“ Karl Malone mit 36.928 sowie Kareem Abdul-Jabbar mit 38.387 Punkten.
- Kevin Durant wurde zum zweitjüngsten Spieler, dem es in seiner NBA-Karriere gelang, die 15.000-Punkte-Marke zu überschreiten. Der 26-Jährige trug beim 104:92-Punkteerfolg 26 Punkte bei und stand nach dem Spiel bei 15.023 Zähler. Durant vollbrachte diese Leistung in seinem 550. Pflichtspiel und brauchte somit zehn Spiele mehr als der damals 25-jährige LeBron James.[87]
- Klay Thompson stellte am 24. Januar 2015 einen neuen NBA-Rekord auf, als er im Spiel gegen die Sacramento Kings im dritten Spielviertel 37 Punkte warf. Er traf dabei alle 13 Feldwürfe (inkl. 9 Dreierwürfe) und beide Freiwürfe. Den bisherigen Rekord hielten George Gervin und Carmelo Anthony mit 33 Punkten in einem Viertel.[88]
- Steve Kerr wurde durch den Sieg seiner Golden State Warriors gegen die Dallas Mavericks am 4. April der siegreichste Rookie-Trainer in der NBA-Geschichte. Er erreichte im 76. Spiel der Saison den 63. Sieg. Die bisherigen Rekordhalter waren Tom Thibodeau (Chicago Bulls 2010/11) und Paul Westphal (Phoenix Suns 1992/93) mit jeweils 62 Siegen.[89] Am Ende der Saison hatten die Warriors 67 Siege, einen der besten Werte in der Liga-Geschichte.
- Stephen Curry stellte in der Saison 2014/15 einen neuen NBA-Rekord auf – er traf 286 Dreier-Würfe. Damit übertraf er seinen eigenen Rekord aus der Saison 2012/13, als er 272 Mal getroffen hatte.[90]